# Liste de cuillères
Cet article recense des types et dénominations de cuillères.

## Cuillères par dénomination

### D'après le contenu

#### Cuillère à absinthe
Posée sur un verre d'absinthe, une cuillère à absinthe (ou pelle à absinthe) est une cuillère facilitant la préparation de cette boisson, au moment de sa dégustation, pour en atténuer l'amertume au moyen d'un peu de sucre qui y est disposé et sur lequel est lentement versée de l'eau.

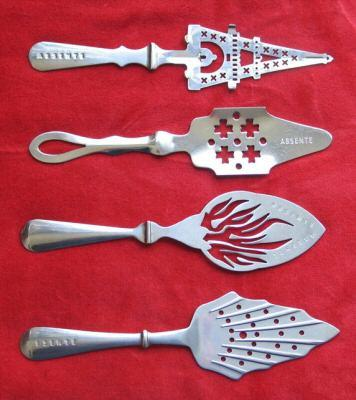
Cuillères à absinthe.

#### Cuillère à café / Cuillère à thé
La cuillère à café, ou petite cuillère est un ustensile de table servant à remuer un agent sucrant dans un petit récipient rempli d’une boisson, généralement chaude, afin d’en faciliter la dissolution ou pour accélérer le refroidissement. Dans des pays grands consommateurs de thé, cet ustensile est appelé « cuillère à thé » (teaspoon pour les anglophones).

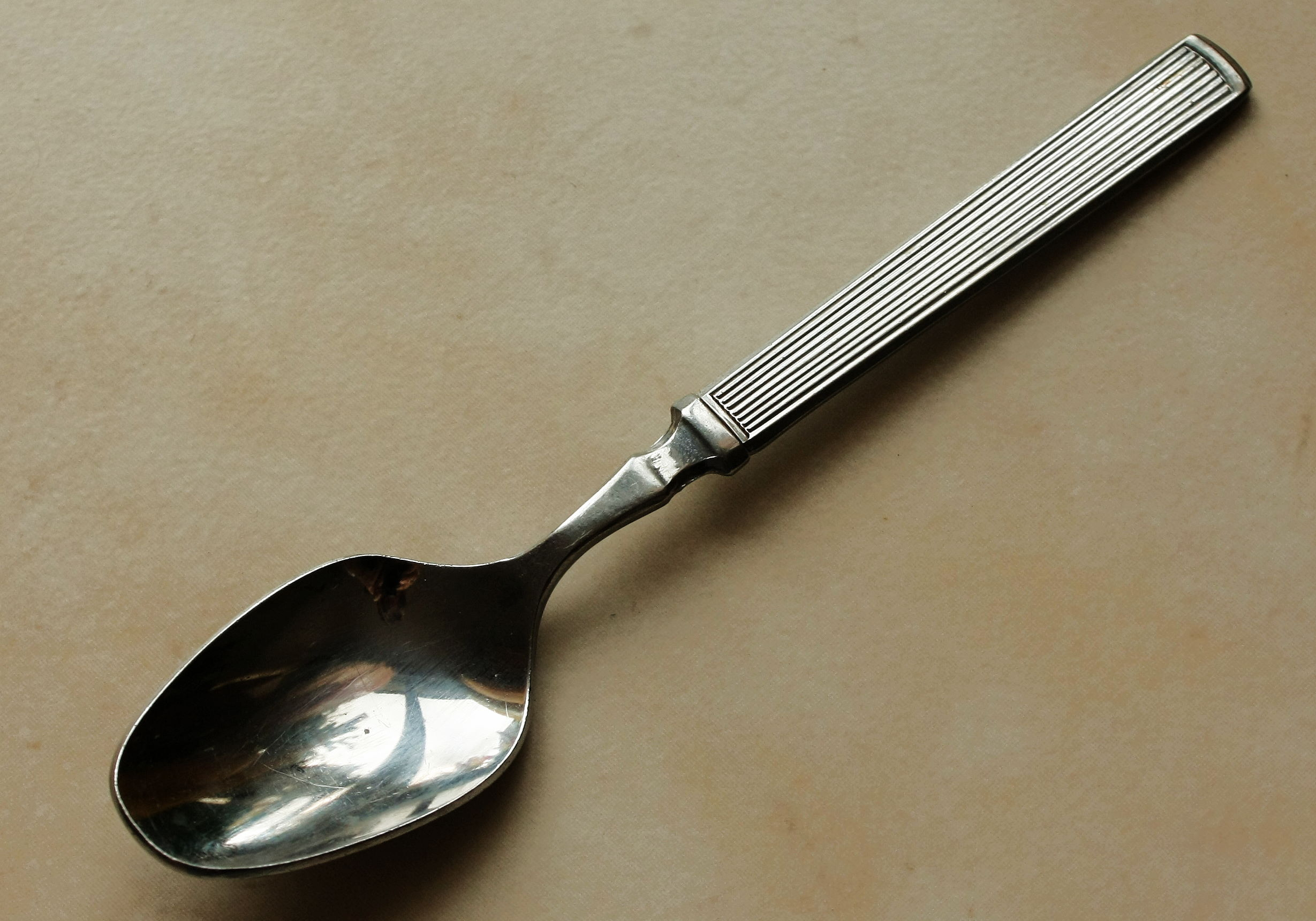
Petite cuillère.

#### Cuillère à kiwi
Une cuillère à kiwi est une cuillère servant à manger un kiwi, et comportant une partie tranchante qui permet d’ouvrir le fruit en plus d’en prélever la chair.
Elle a été inventée par un employé qui travaillait dans l'outback Australien lors de la création de la marque d'un petit outillage. L'idée lui est venu lors de sa dégustation de kiwi, il en avait marre de s'en mettre plein les mains.[réf. souhaitée]

Différents modèles...
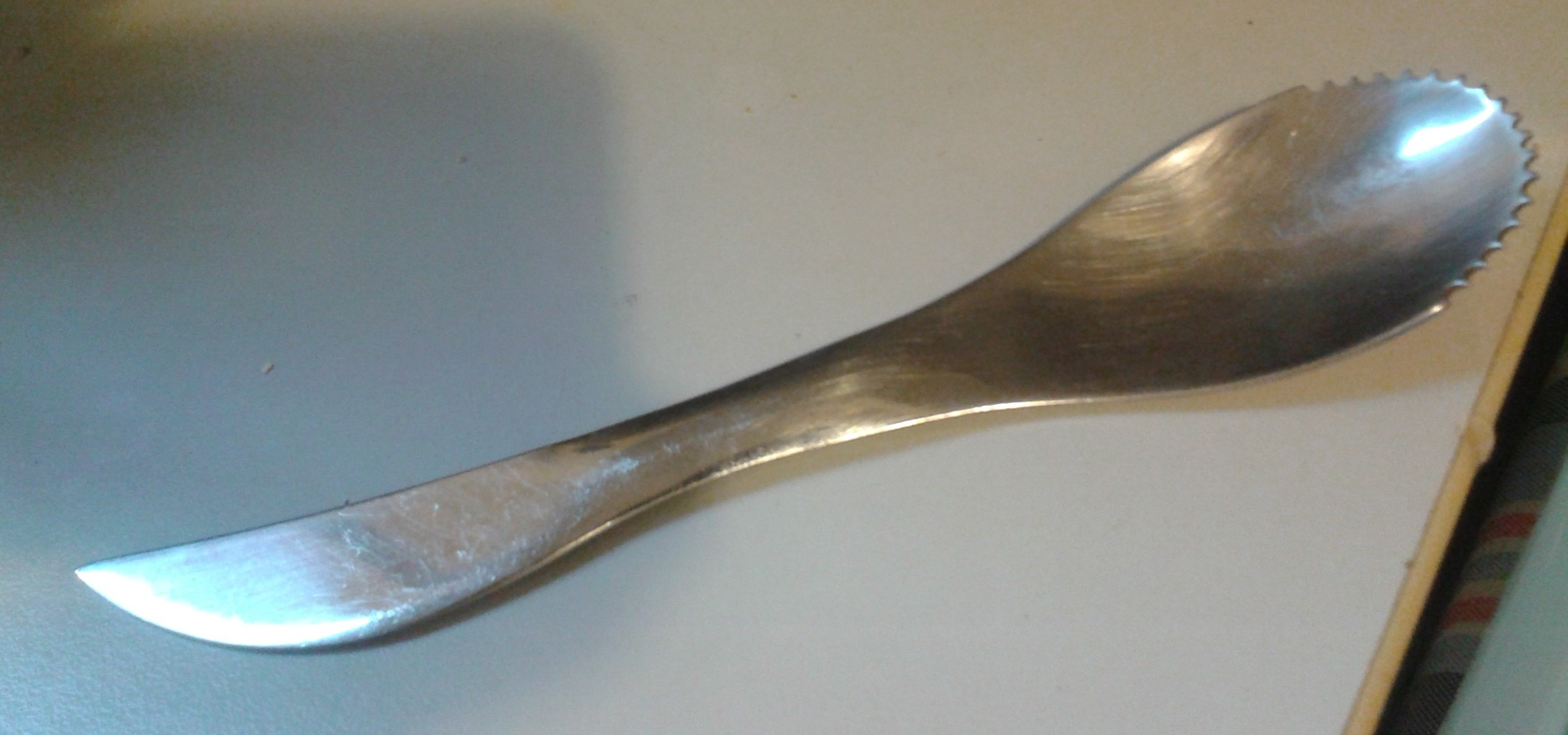
Cuillère à kiwi, composée d'une cuillère et d'un couteau.
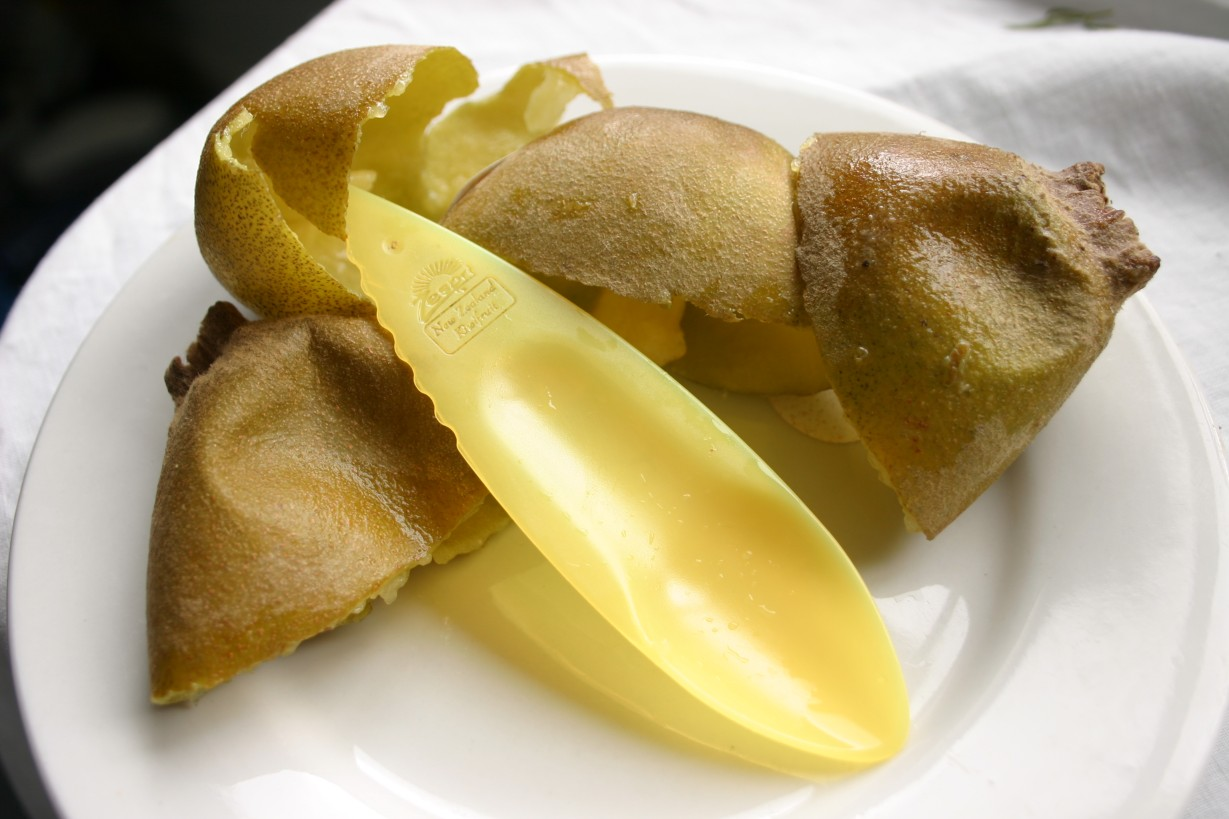
Cuillère à kiwi en plastique, avec une partie tranchante dentée.
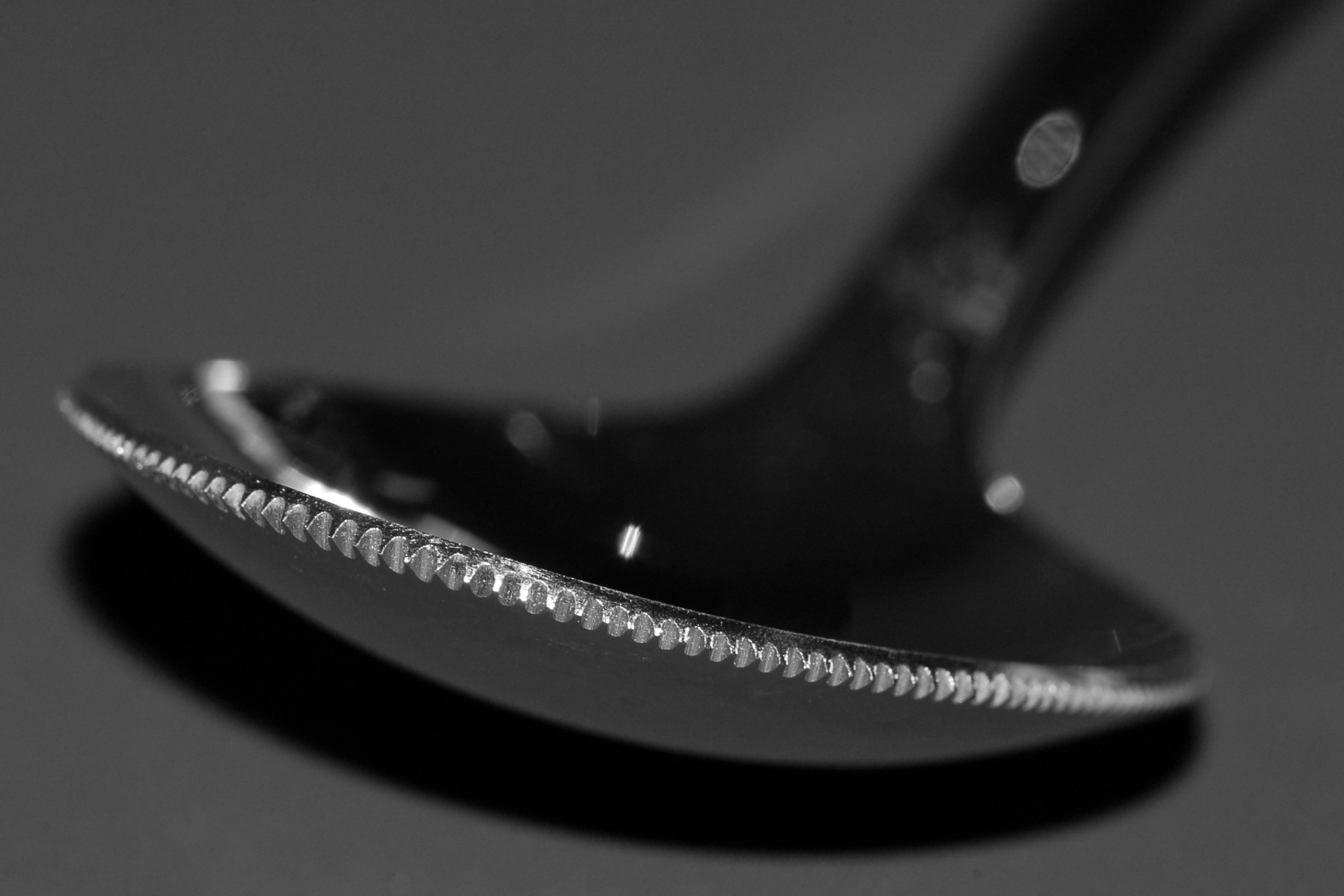
Cuillère à kiwi à bord finement denté.

#### Cuillère à caviar
Une cuillère à caviar est une petite cuillère utilisée pour consommer le caviar.

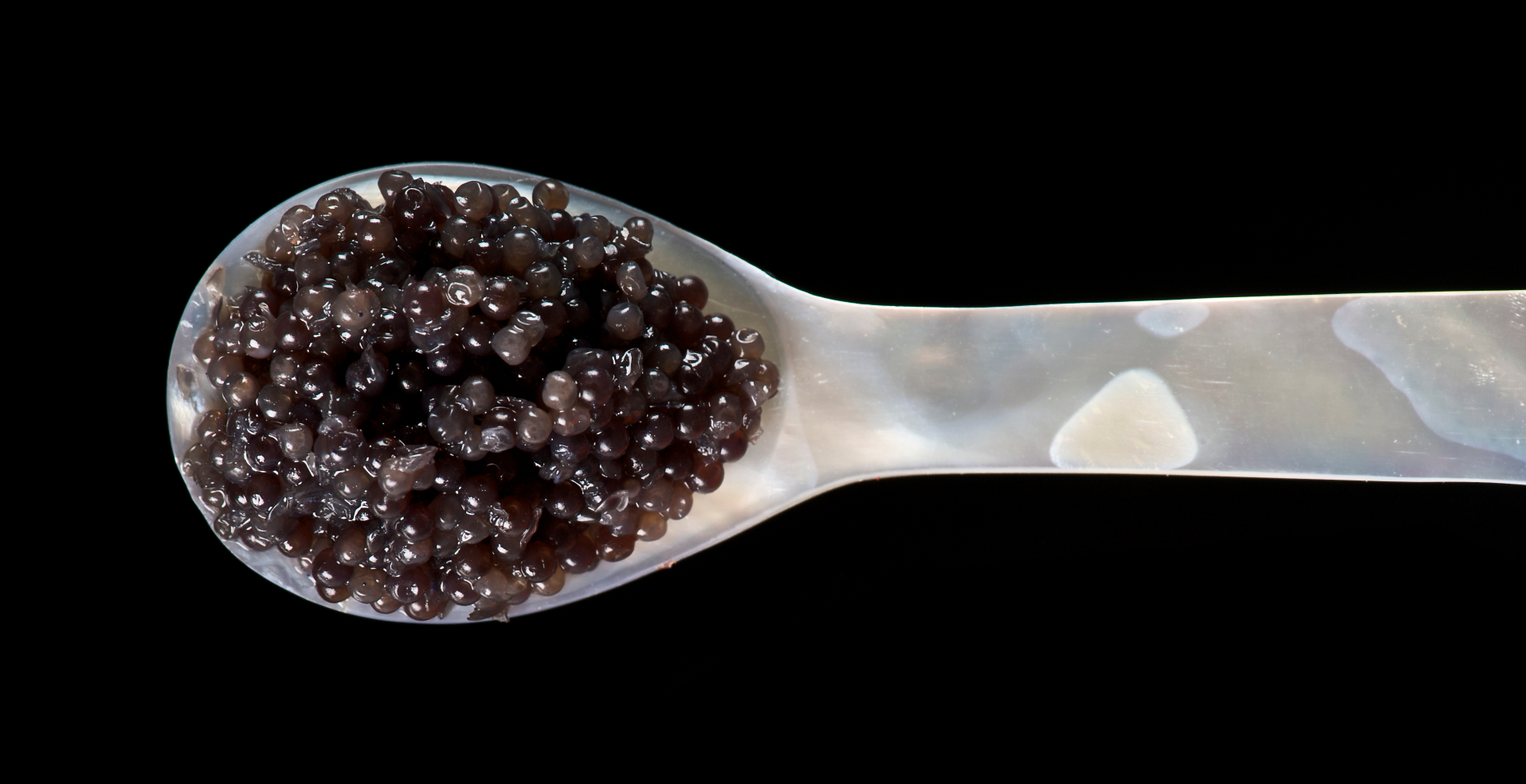
Caviar sur une cuillère en nacre.
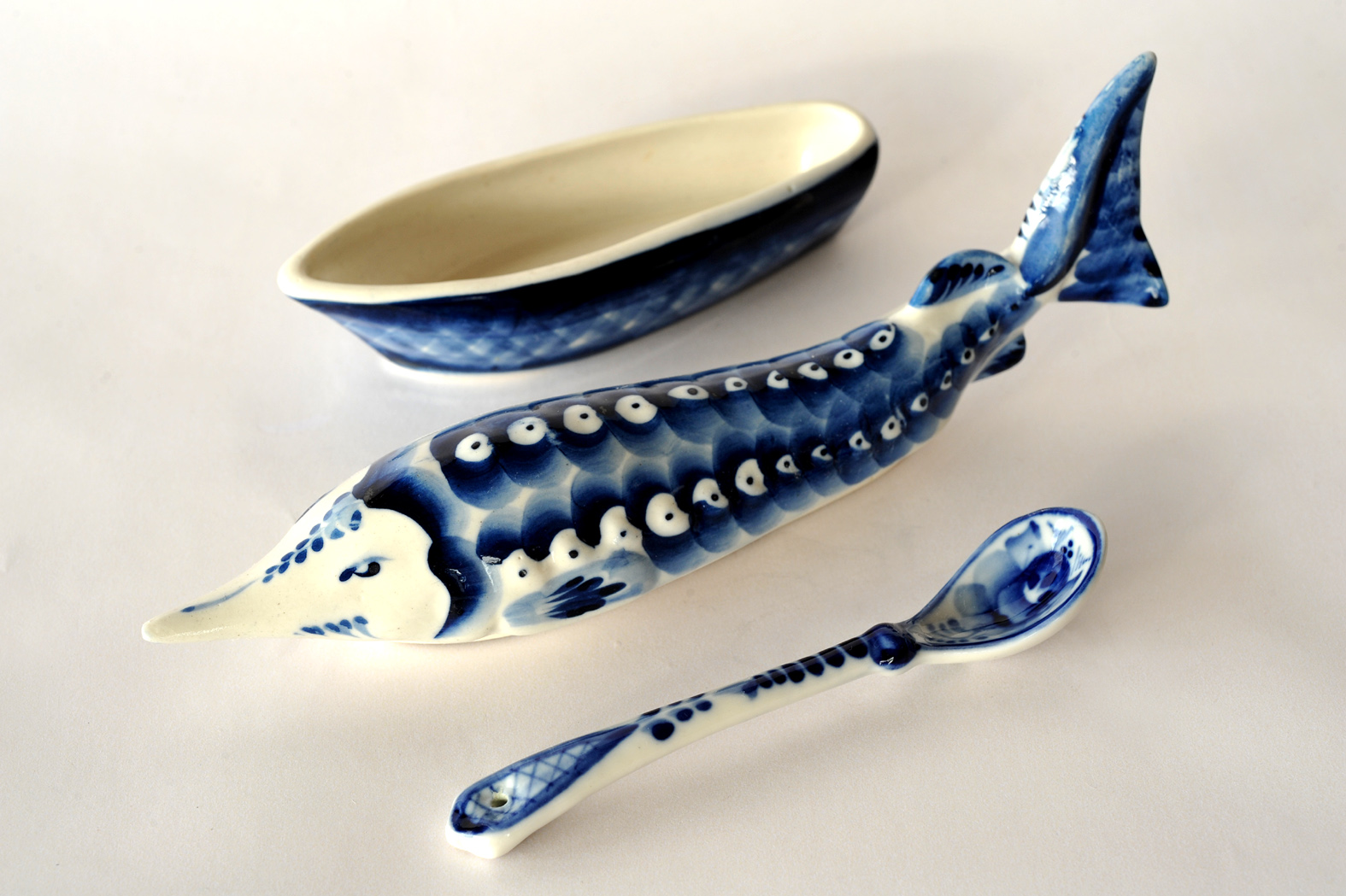
Récipient et cuillère à caviar.

#### Cuillère à dessert
La cuillère à dessert est un ustensile de table, qui comme son nom l’indique, sert à la dégustation des desserts.

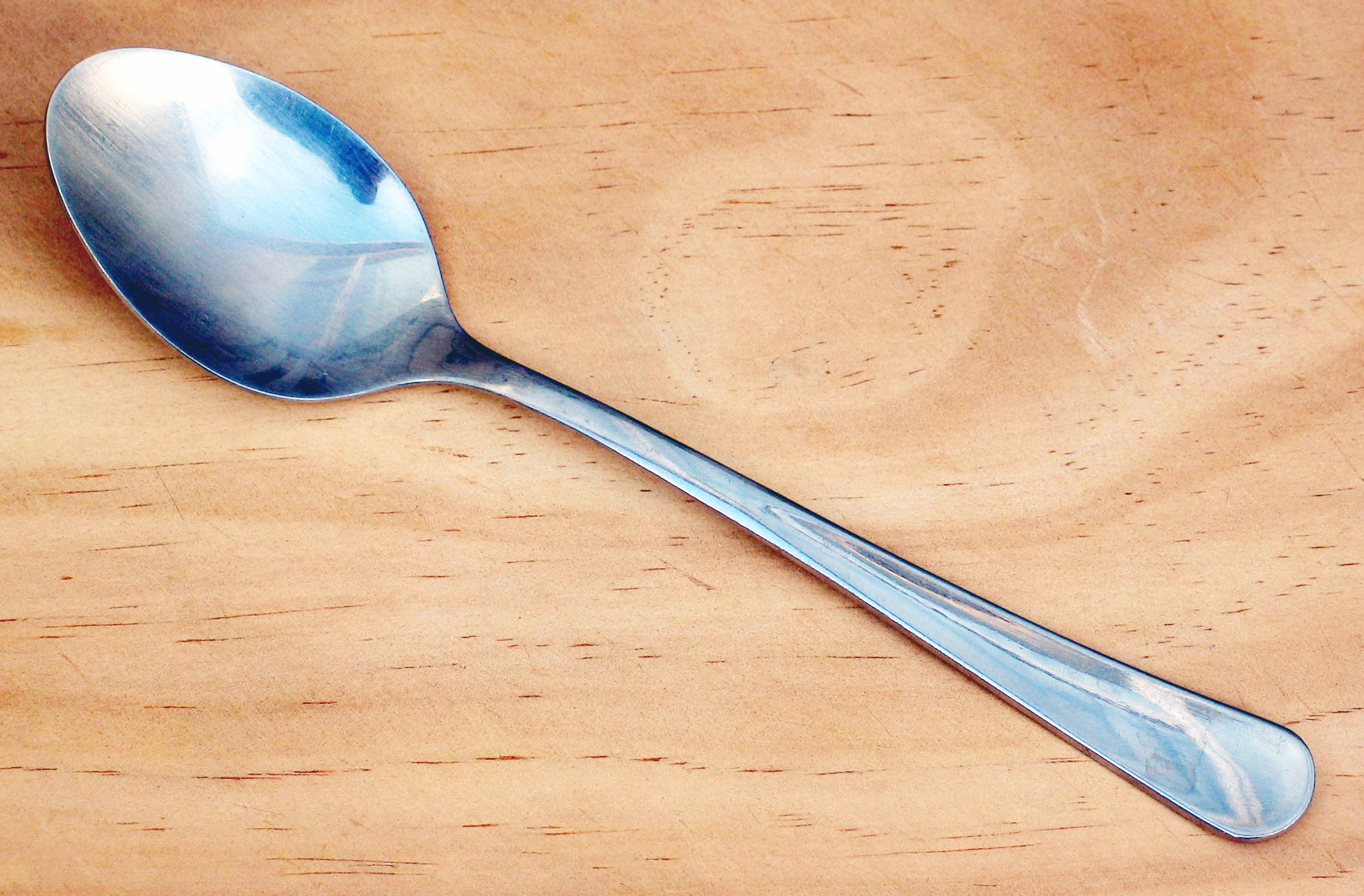
Cuillère à dessert.

#### Cuillère à glace
Une cuillère à glace est une petite cuillère dont la partie mise en bouche est plus plate que celle d'une cuillère à dessert. La cuillère à glace peut également désigner l'ustensile servant à former des boules de glace.

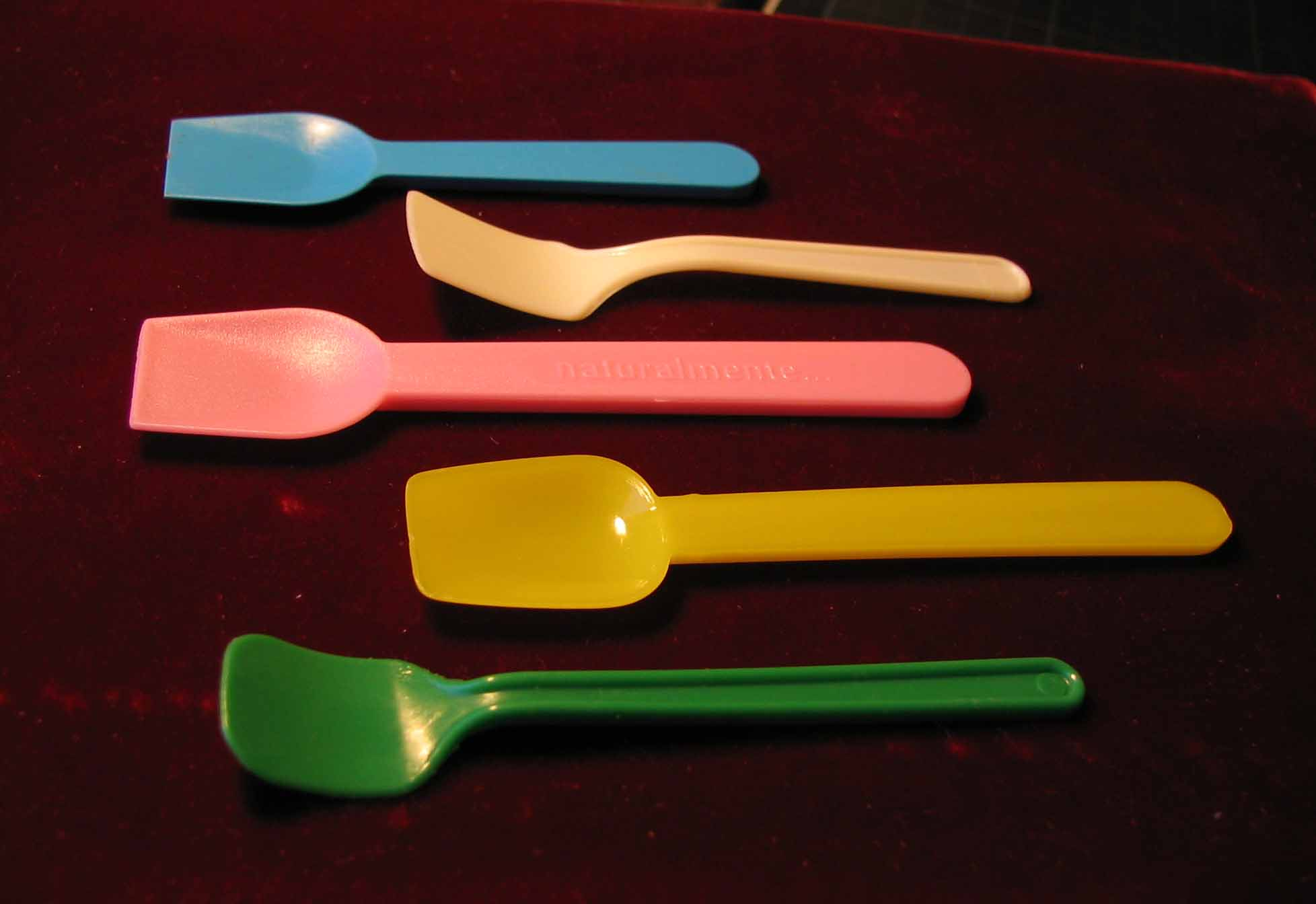
Cuillères de différentes couleurs pour consommer des boules de glace.
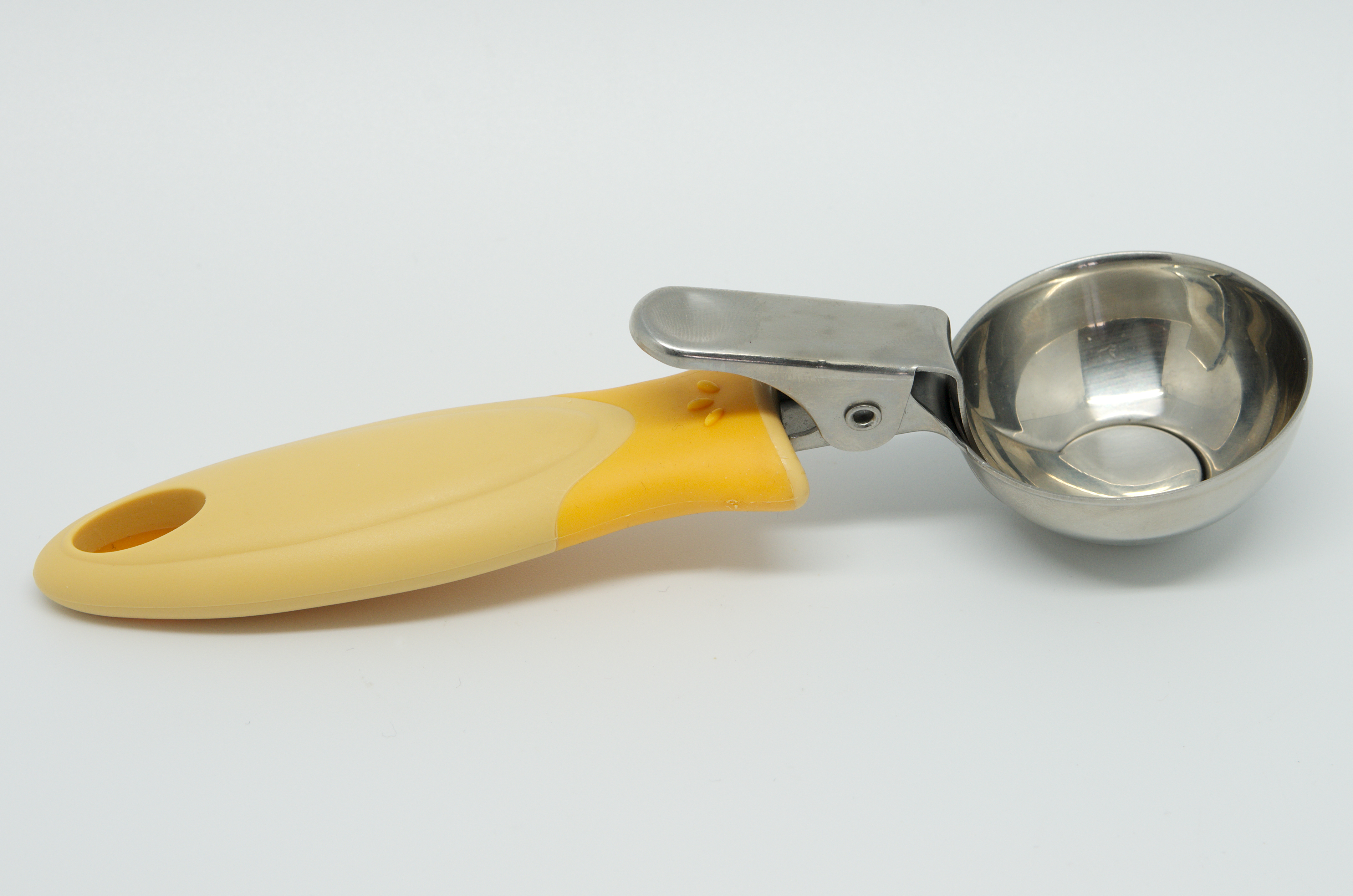
Cuillère pour former des boules de glace.

Cuillère à glace ou à sorbet :

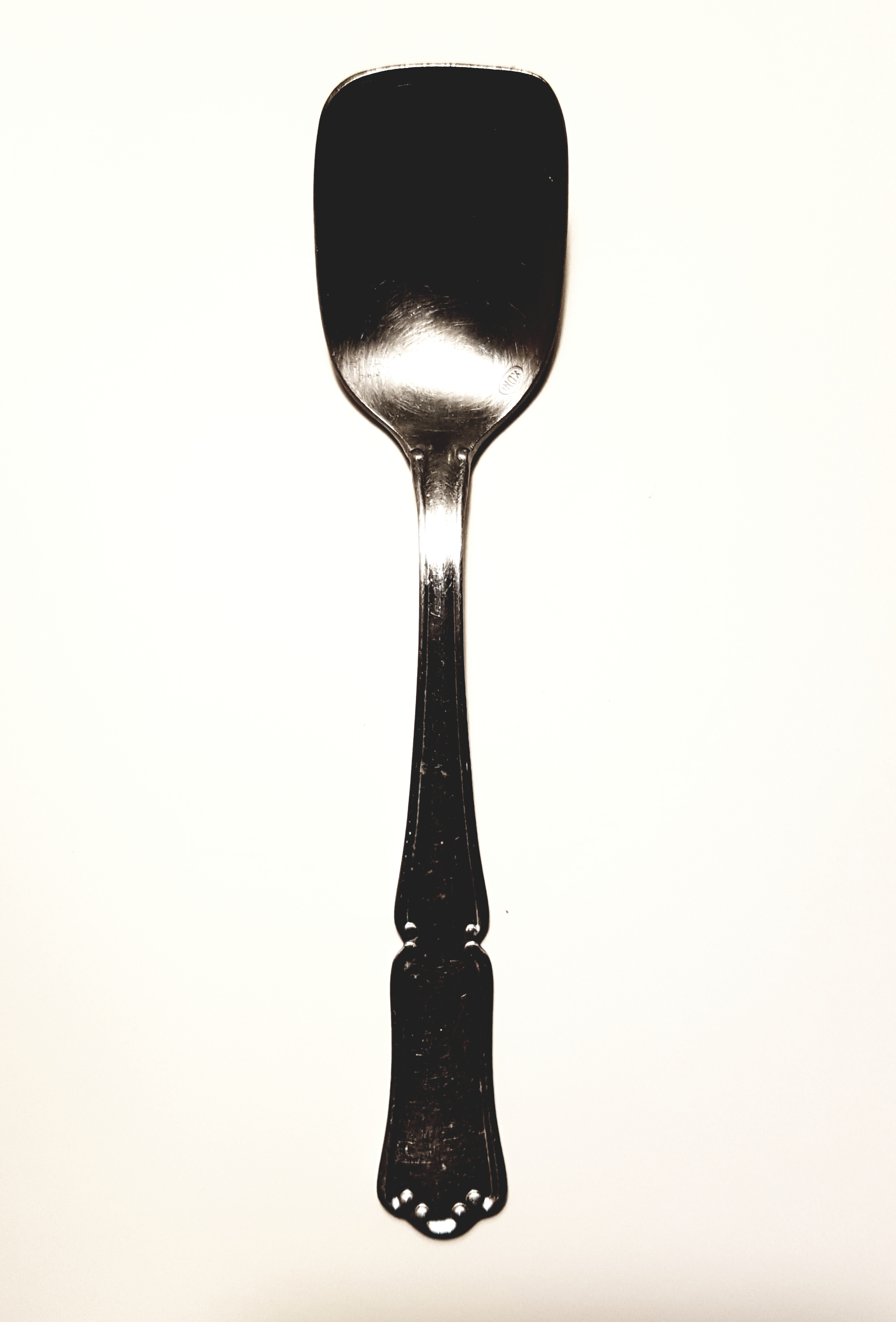
Cuillère à glace.

Cuillère à cuilleron presque plat, évoquant une petite pelle.

#### Cuillère à matcha
Une cuillère à matcha, écope à thé ou chashaku est un ustensile utilisé dans la cérémonie du thé au Japon.

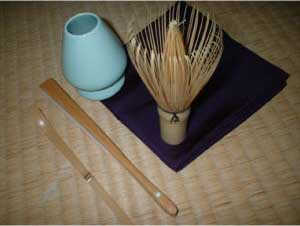
Chashaku (à gauche), avec divers ustensiles utilisés lors de la cérémonie du thé.

#### Cuillère à moka
Une cuillère à moka est un ustensile de plus petite dimension qu’une cuillère à café, servant à remuer le café dans un petit récipient tel qu'une tasse.

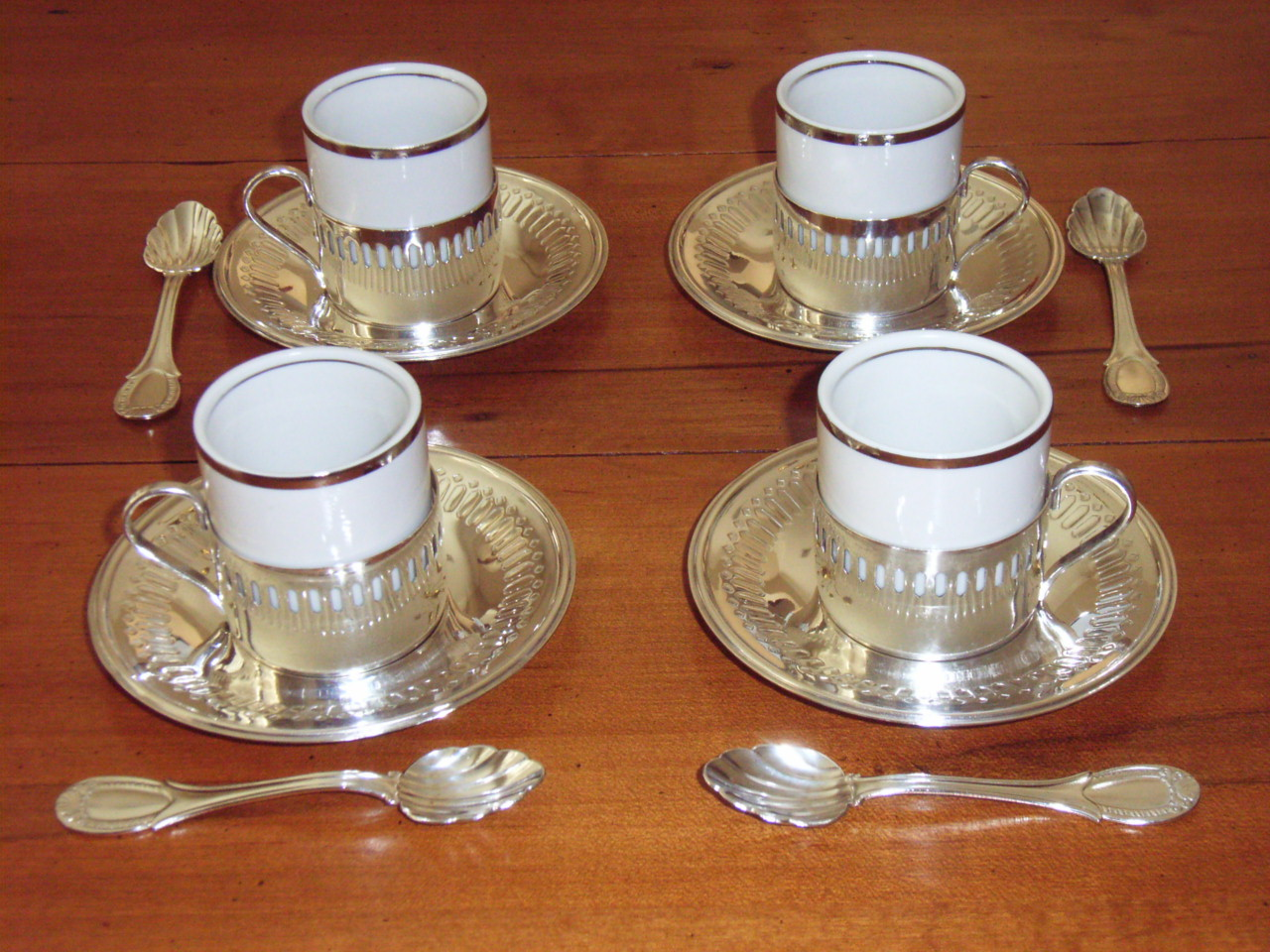
Cuillères et tasses à moka.

#### Cuillère à œuf
Une cuillère à œuf est une petite cuillère adaptée à la consommation des œufs à la coque.

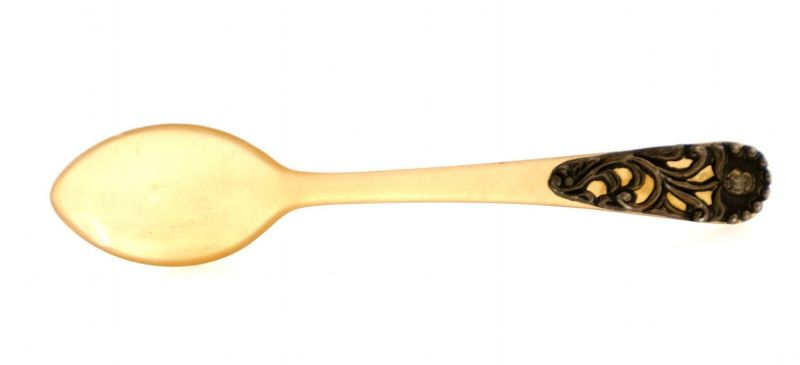
Cuillère à œuf (Tropenmuseum).
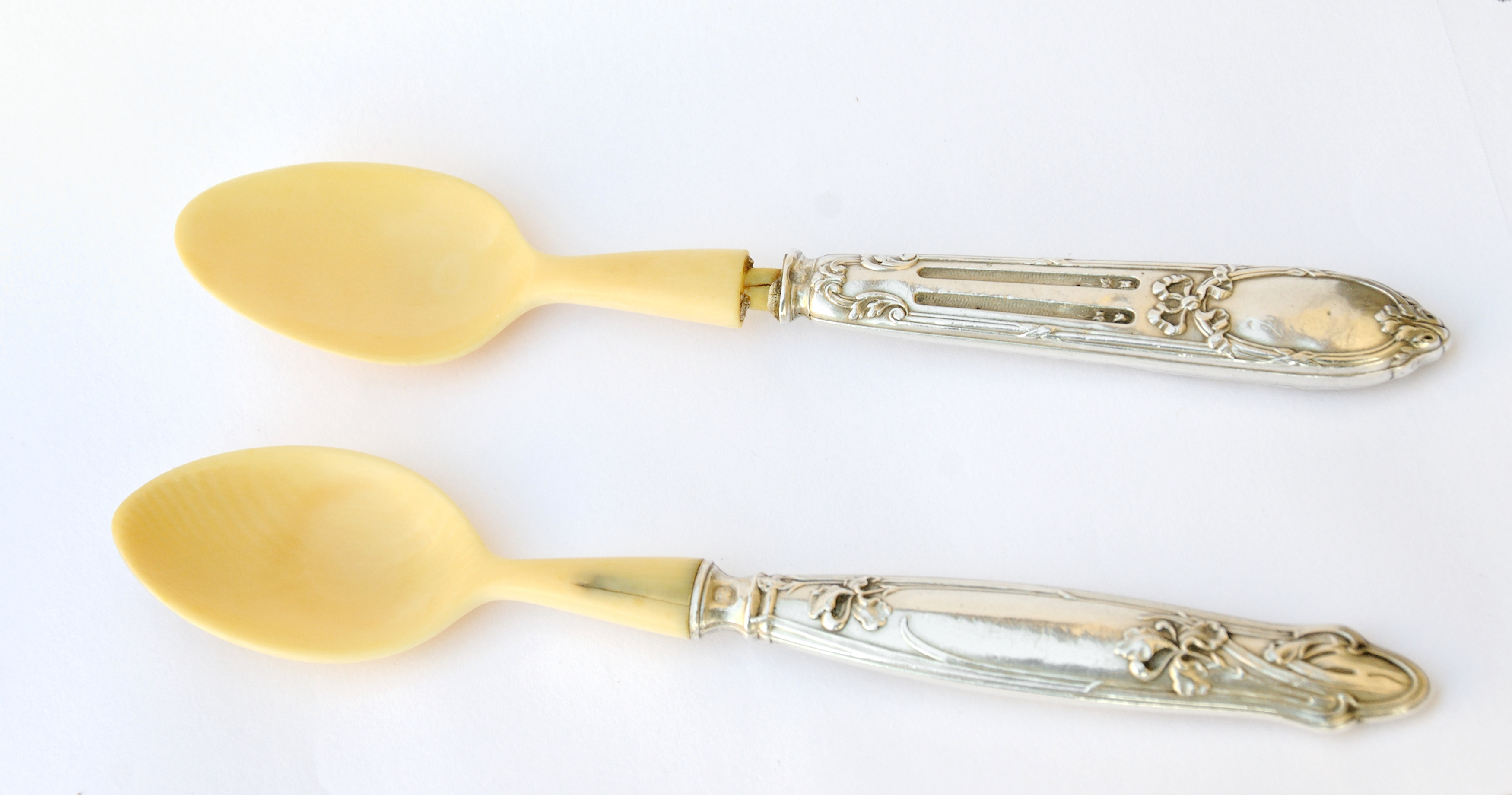
Cuillères à œuf en corne à manche en argent.

#### Cuillère à olives
Une cuillère à olives est une longue cuillère qui est percée de plusieurs trous afin de se servir en  olives tout en laissant la saumure s'égoutter.

#### Cuillère à pamplemousse
Une cuillère à pamplemousse est une petite cuillère dont la pointe ou les côtés sont dentés, ce qui, avec une forme oblongue, facilite la séparation de la pulpe du zeste des agrumes.

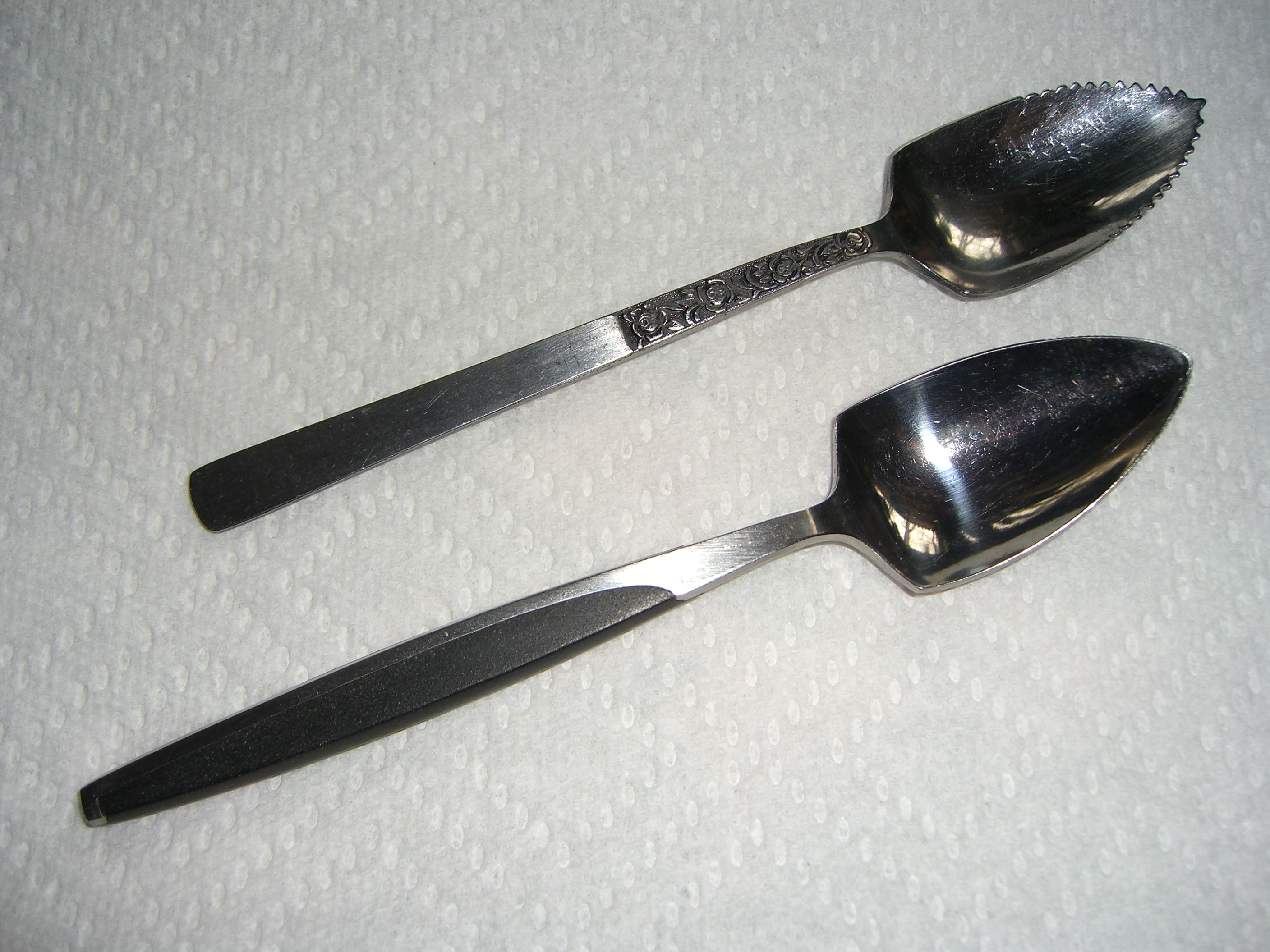
Deux cuillères à pamplemousse.

#### Cuillère à pomme parisienne
La cuillère à pomme parisienne ou cuillère à melon est un ustensile de cuisine à l'allure de cuillère qui permet de créer de petites boules de légumes ou de fruits.

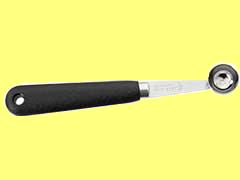
Cuillère à pommes parisienne.
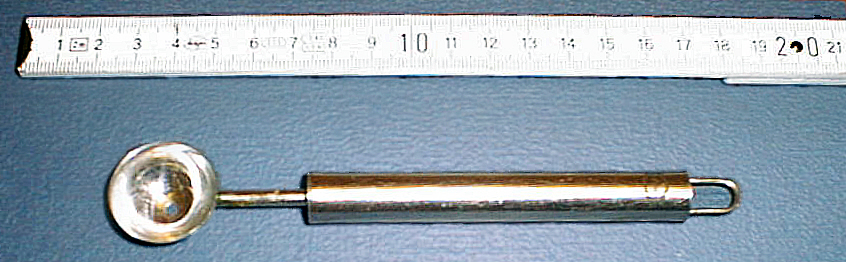
Longueur d'une cuillère à melon.

#### Cuillère à soupe
La cuillère à soupe, aussi appelée cuillère à table ou parfois cuillère à bouche, est un ustensile de table destiné à porter à la bouche des aliments liquides ou peu consistants.

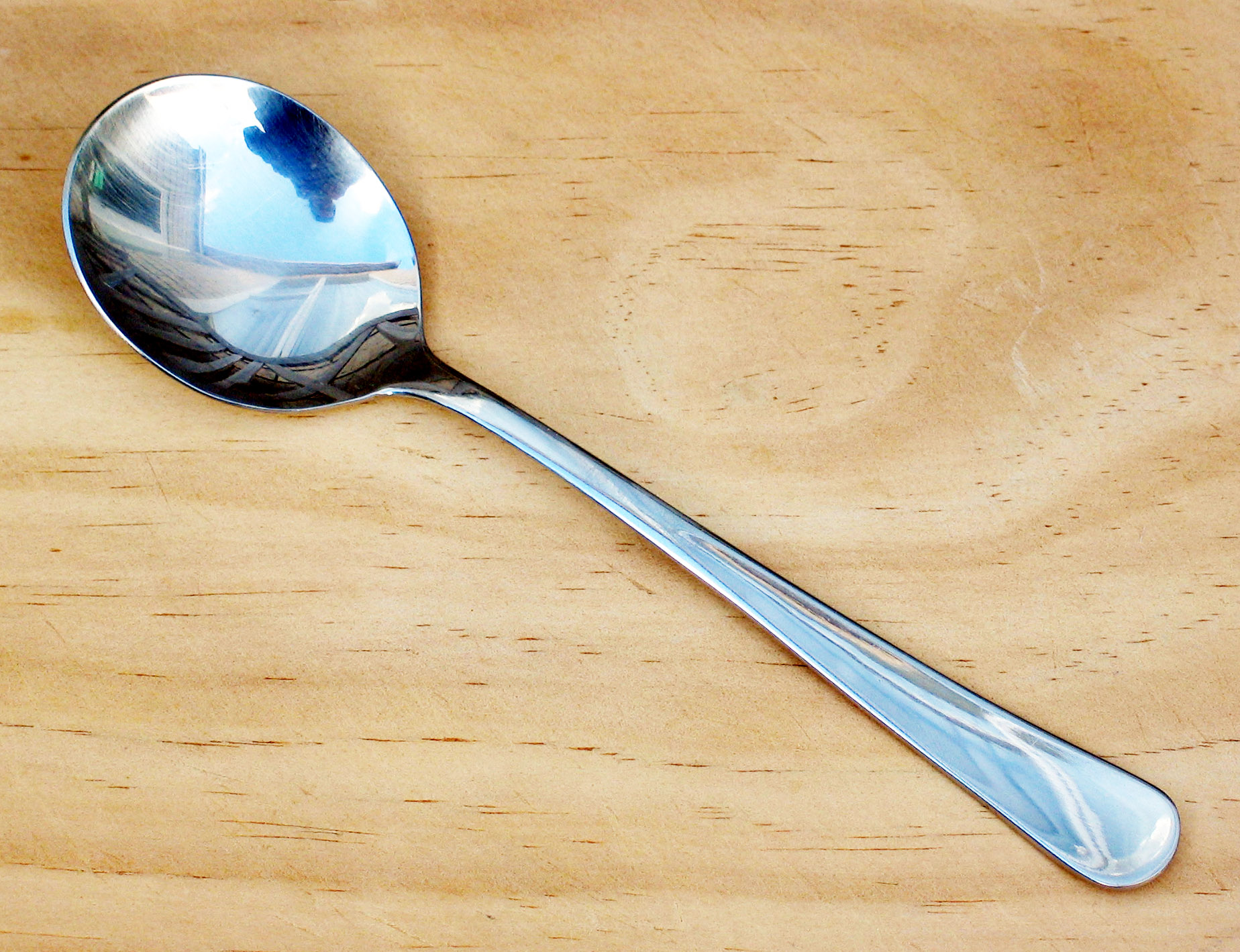
Cuillère à soupe.

#### Cuillère à soupe chinoise
Une cuillère à soupe chinoise est un type de cuillère à soupe traditionnel en Chine.

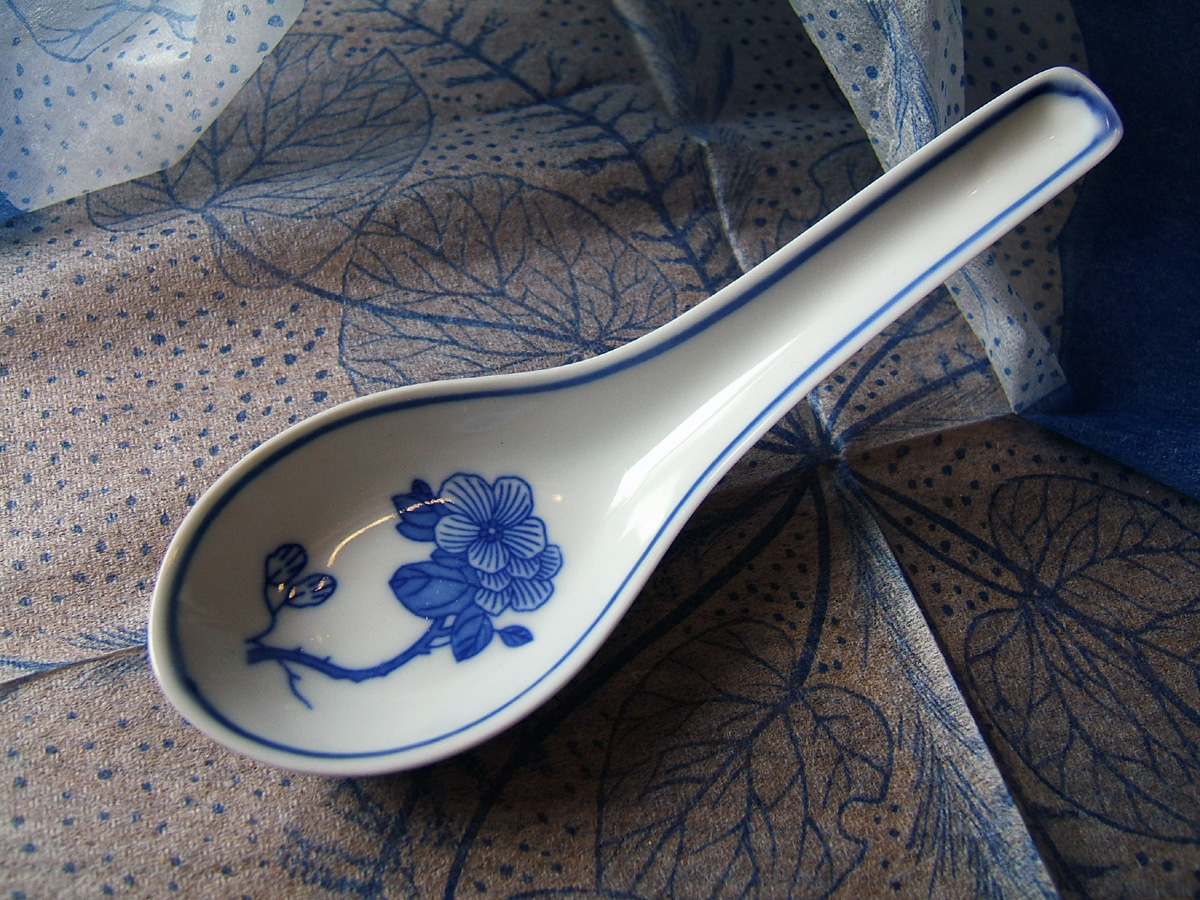
Cuillère à soupe chinoise en porcelaine.

#### Cuillère à thé glacé
Une cuillère à thé glacé est une cuillère semblable à une cuillère à dessert munie d'un manche assez long pour qu'elle atteigne le fond de grands verres.

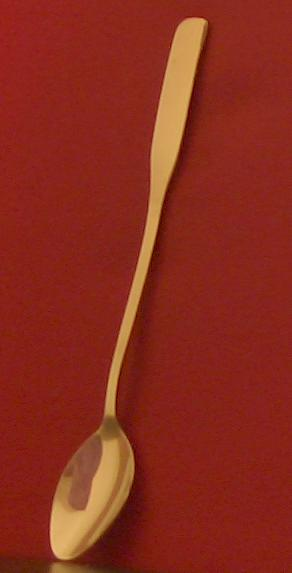
Cuillère à thé glacé.

#### Autres
- Cuillère à agrume
- Cuillère à avocat
- Cuillère à bouillie
- Cuillère à bouillon[7]
- Cuillère à cerise[8]
- Cuillère à chocolat[9]
- Cuillère à cire
- Cuillère à cocktail
- Cuillère à compote
- Cuillère à consommé
- Cuillère à confiture
- Cuillère à couscous
- Cuillère à crème[10]
- Cuillère à escargot[11]
- Cuillère à épices
- Cuillère à fard[12]
- Cuillère à fraises
- Cuillère à fruits en salade
- Cuillère à glaçons
- Cuillère à huîtres
- Cuillère à long drink
- Cuillère à maté
- Cuillère à miel
- Cuillère à mignardise
- Cuillère à moelle
- Cuillère à moutarde[13]
- Cuillère à orgeat
- Cuillère à poisson
- Cuillère à pomme de terre
- Cuillère à pot (quasi synonyme de louche)
- Cuillère à potage[2]
- Cuillère à poudre[14]
- Cuillère à priser[15]
- Cuillère à punch[2],[16]
- Cuillère à ragoût[2]
- Cuillère à riz[17]
- Cuillère à salade
- Cuillère à sauce
- Cuillère à sel
- Cuillère à sirop[18]
- Cuillère à soda
- Cuillère à spaghetti
- Cuillère à sucre[19], Cuillère à saupoudrer ou Saupoudreuse
- Cuillère à tabac[20]
- Cuillère à zakouski
- Pelle à fraise

Différents modèles...
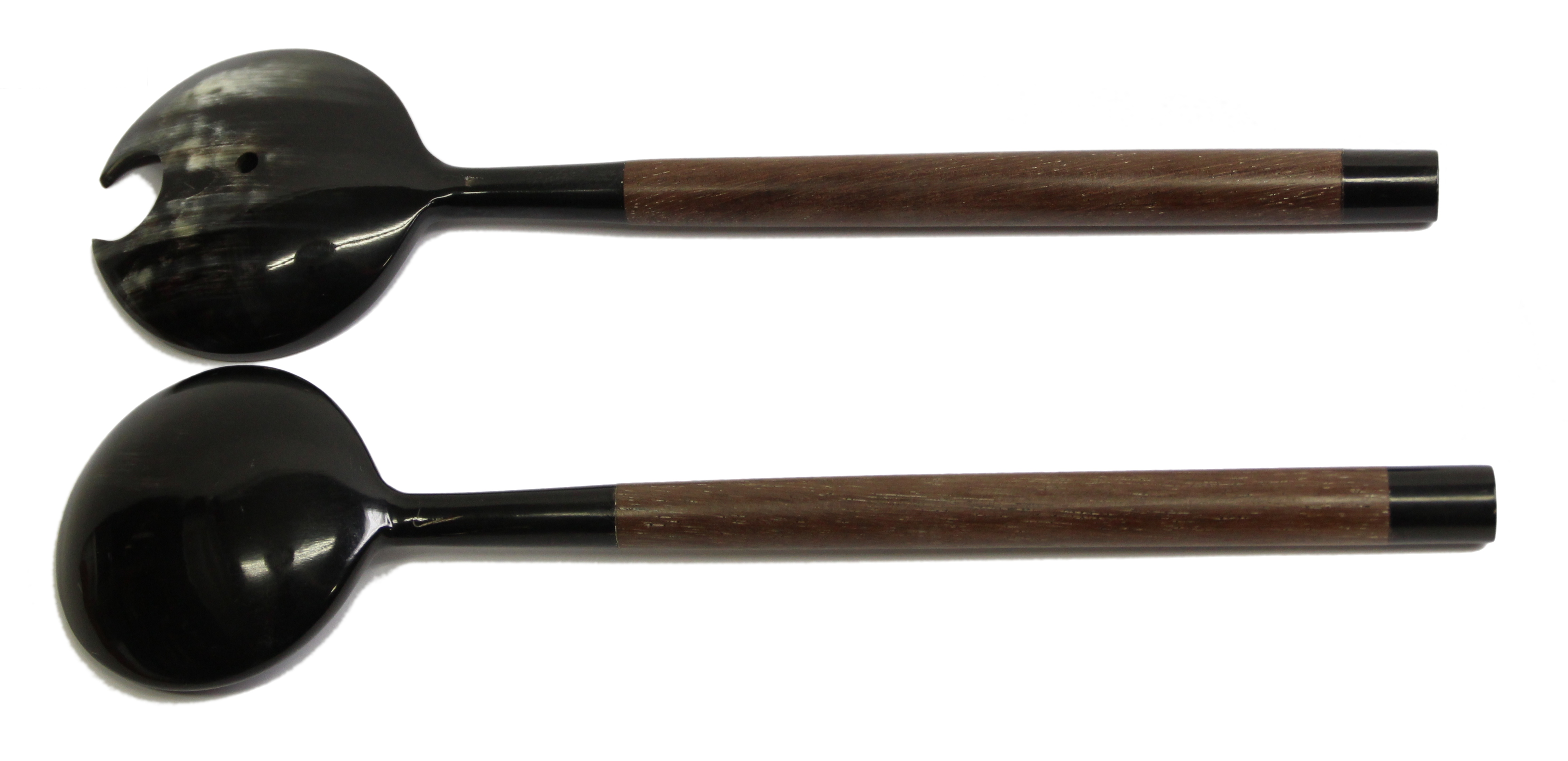
Couverts à salade.
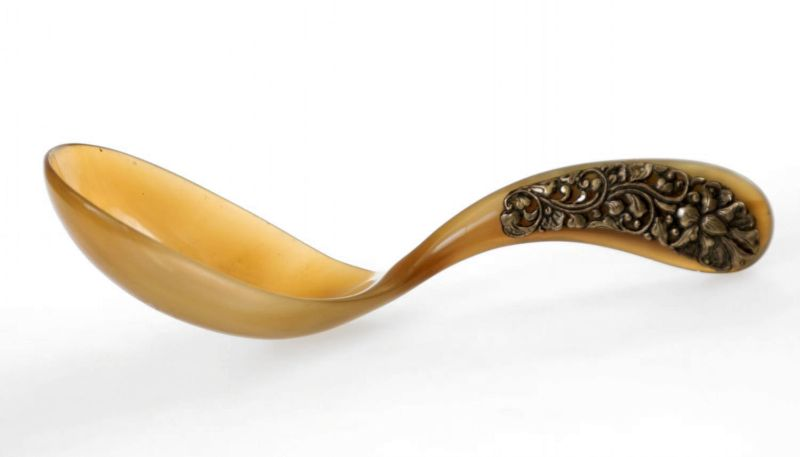
Cuillère à riz (Tropenmuseum d'Amsterdam).
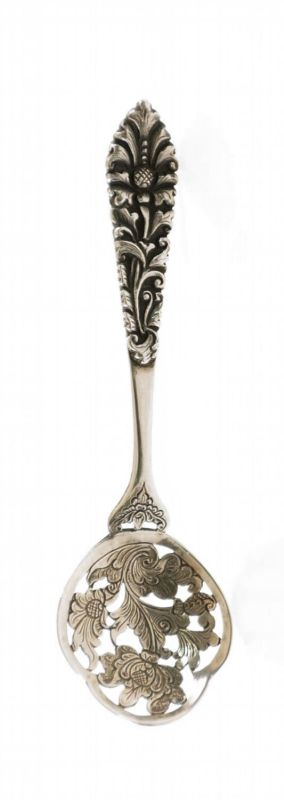
Cuillère à fruits en salade.

### D’après la contenance
- « Grande cuillère », synonyme de cuillère à soupe
- « Petite cuillère », synonyme de cuillère à café[2]

### D’après l’usage
- Cuillère à arroser
- Cuillère à brai[2]
- Cuillère à bouche
- Cuillère à dessert
- Cuillère à façonner
- Cuillère à fondre du plomb[2]
- Cuillère à glace
- Cuillère à goûter
- Cuillère à mazagran
- Cuillère à médicament (avec un couvercle pour les médicaments ou les potions)
- Cuillère à mélange
- Cuillère à mesure (ou cuillère à mesurer)
- Cuillère à puiser
- Cuillère à pompe
- Cuillère à projection[2]
- Cuillère à saupoudrer
- Cuillère à souder
- Cuillère à servir
- Cuillère à table
- Cuillère balance (digitale)
- Cuillère demitasse
- Cuillère de bar
- Cuillère de mariage
- Cuillère de sabotier
- Cuillère de table
- Cuillère liturgique[21]
- Cuillères musicales
- Cuillère passoire
- Cuillère percée
- Cuillère pour bébé
- Caddy spoon
- Lovespoon

Différents usages...
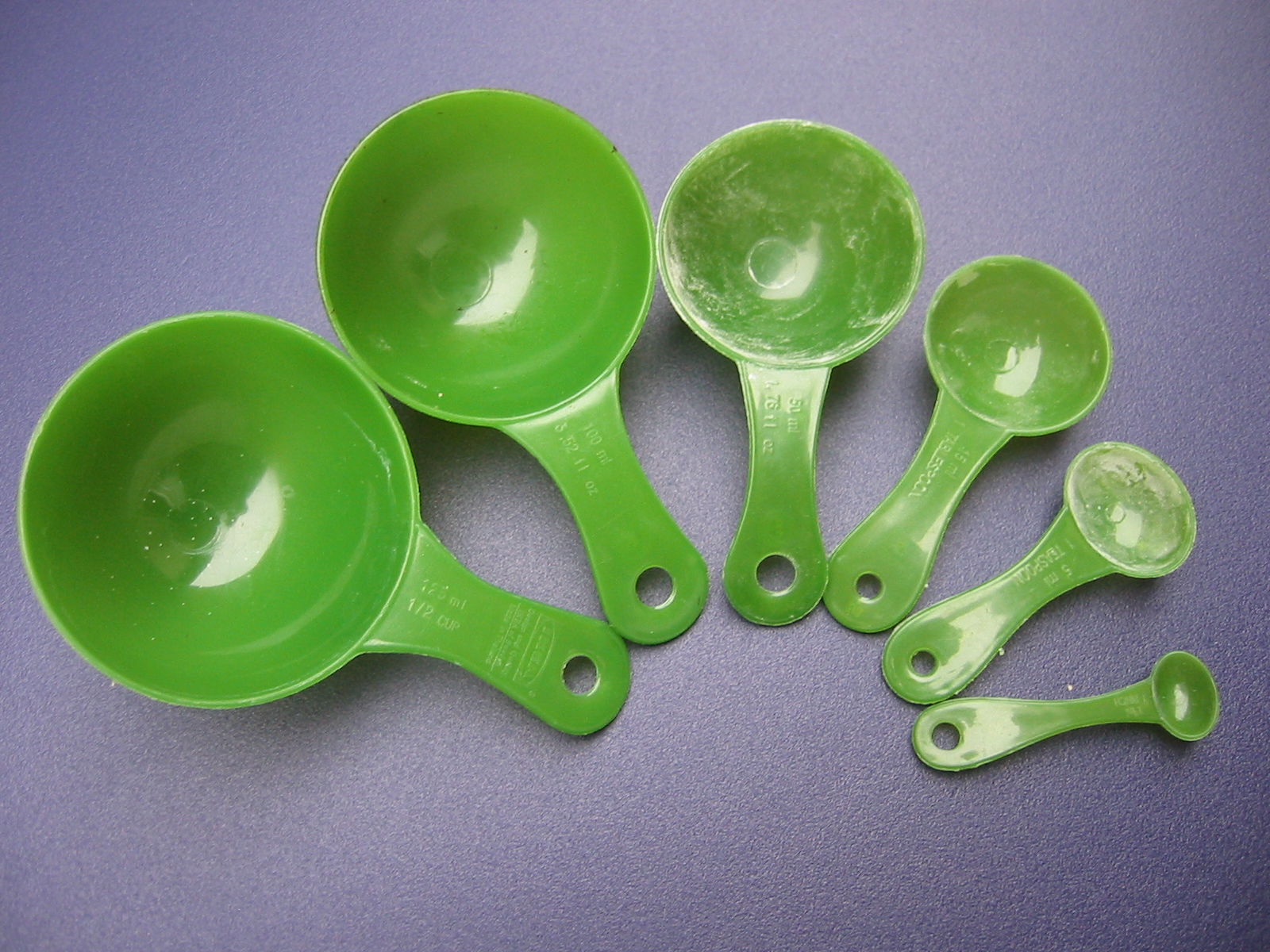
Cuillères à mesure.
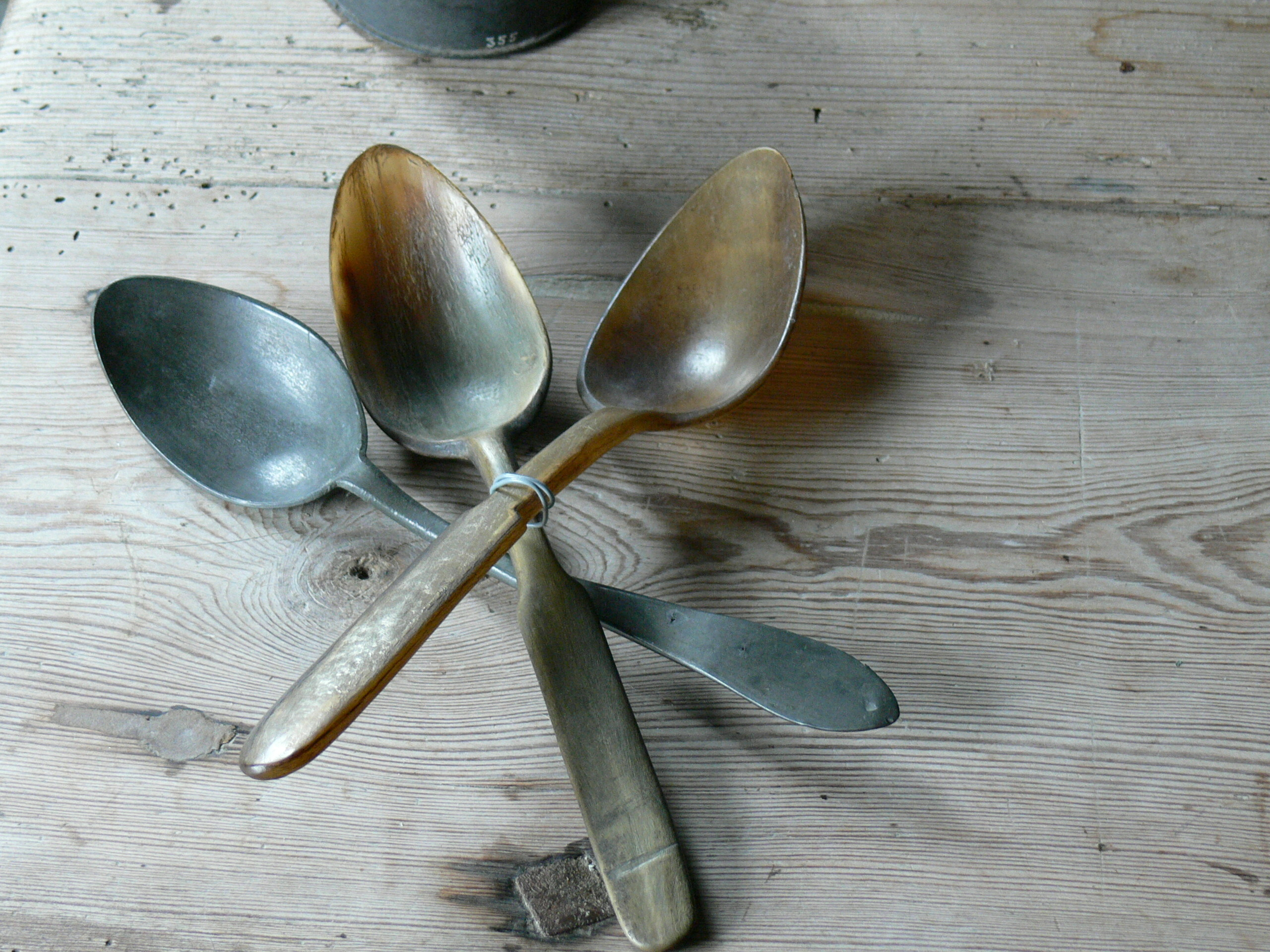
Cuillères à bouche.
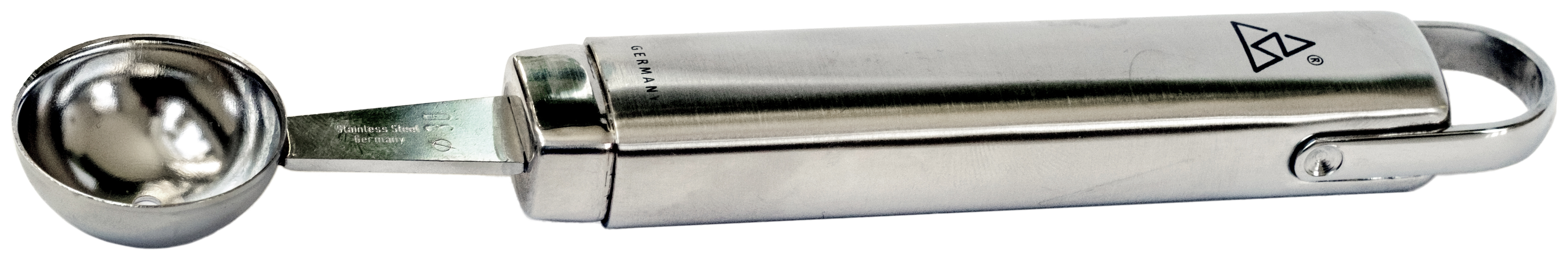
Cuillère à façonner.
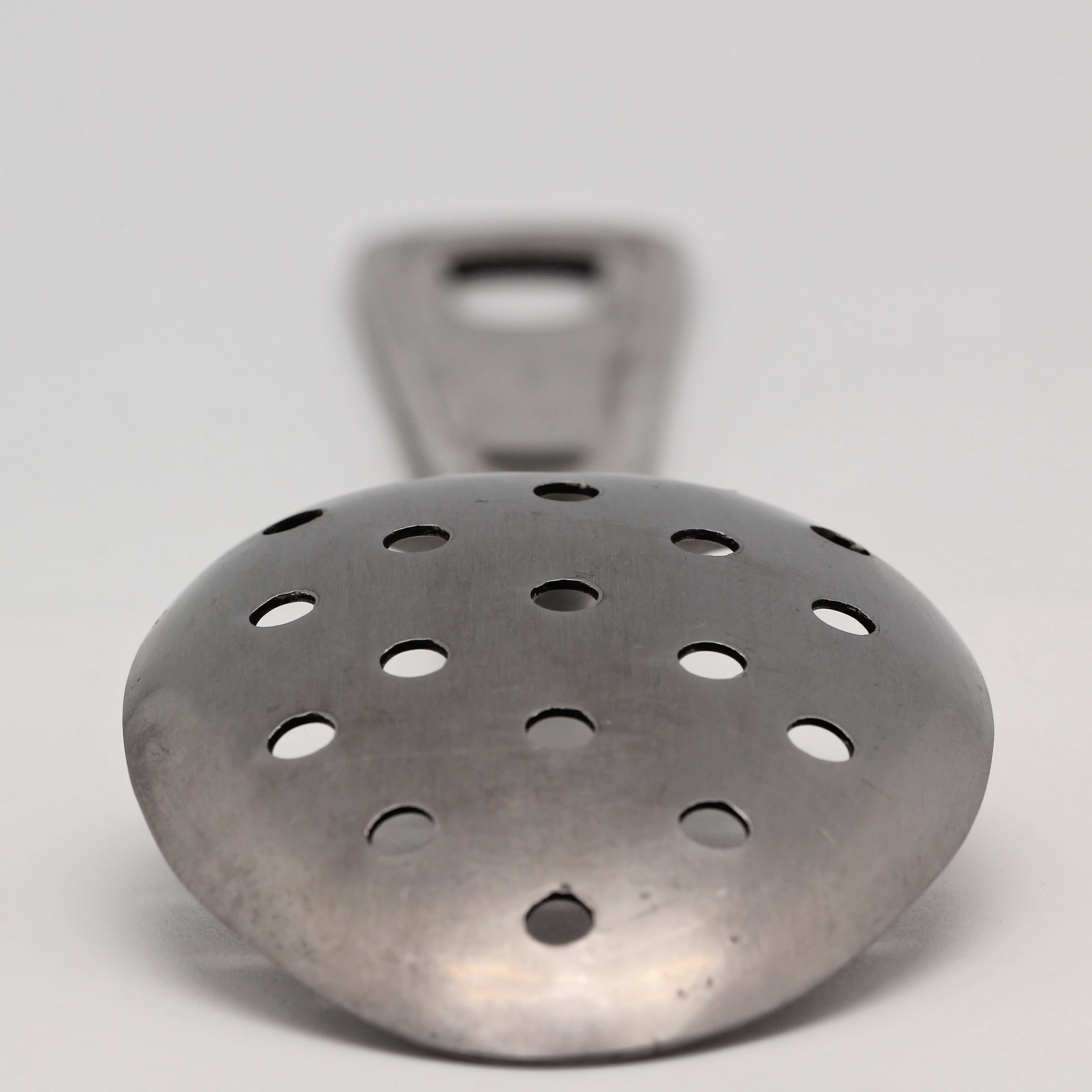
Cuillère à trous.
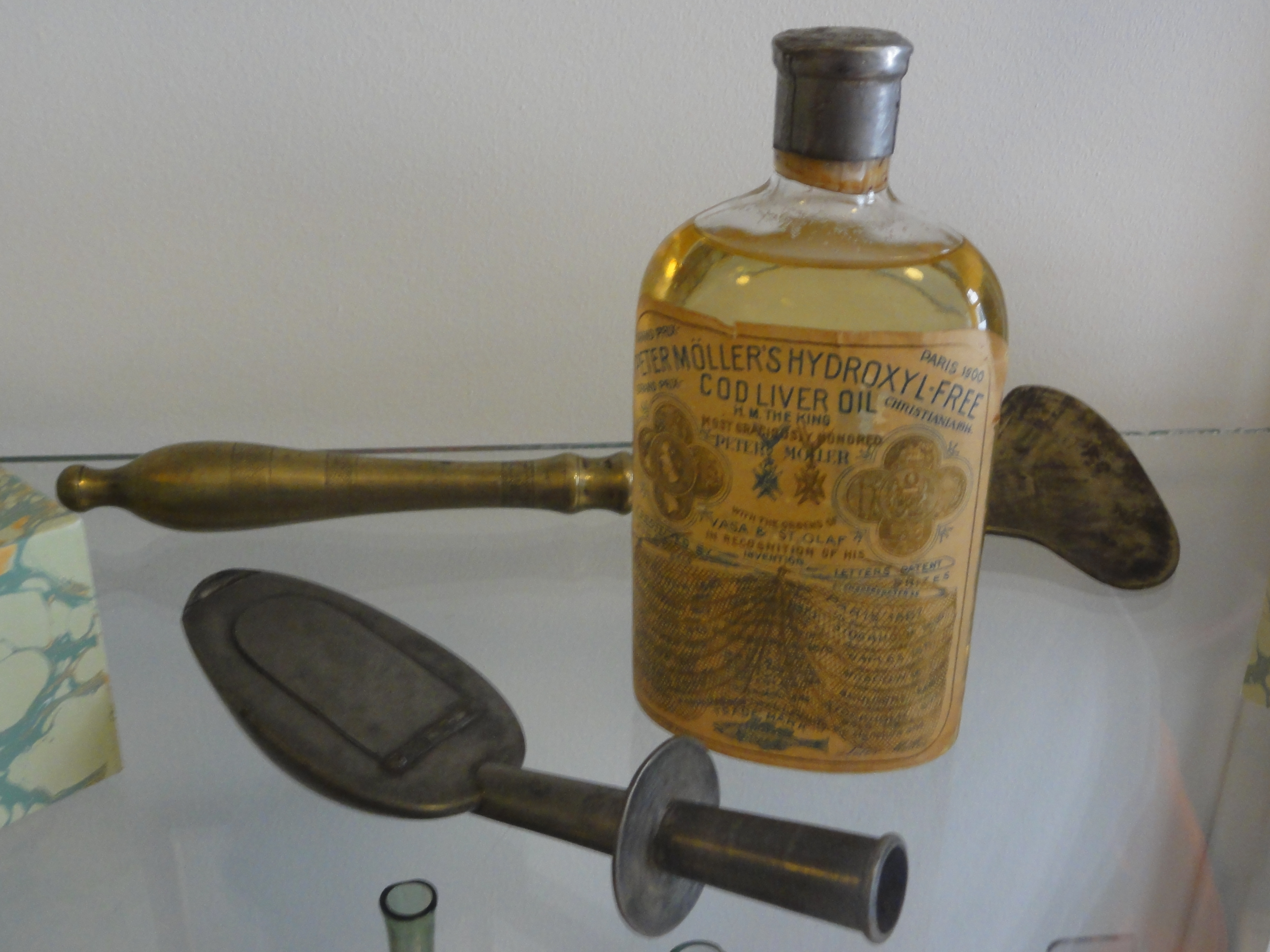
Cuillère à médicament devant une bouteille d'huile de foie de morue.
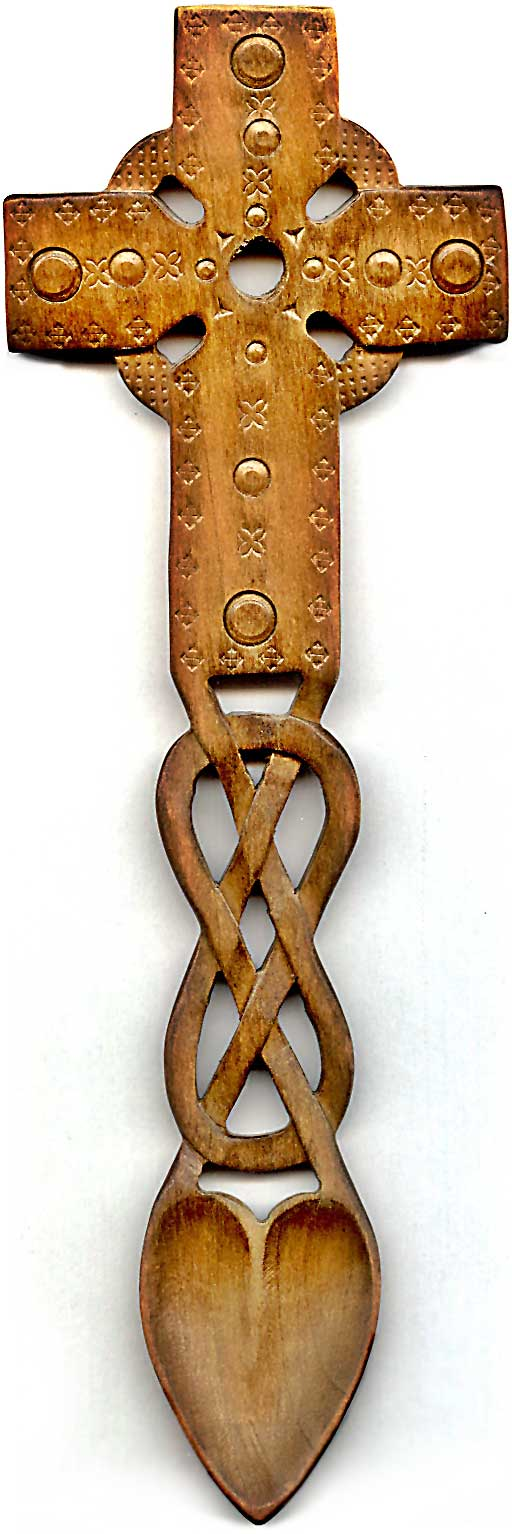
Lovespoon du pays de Galles.
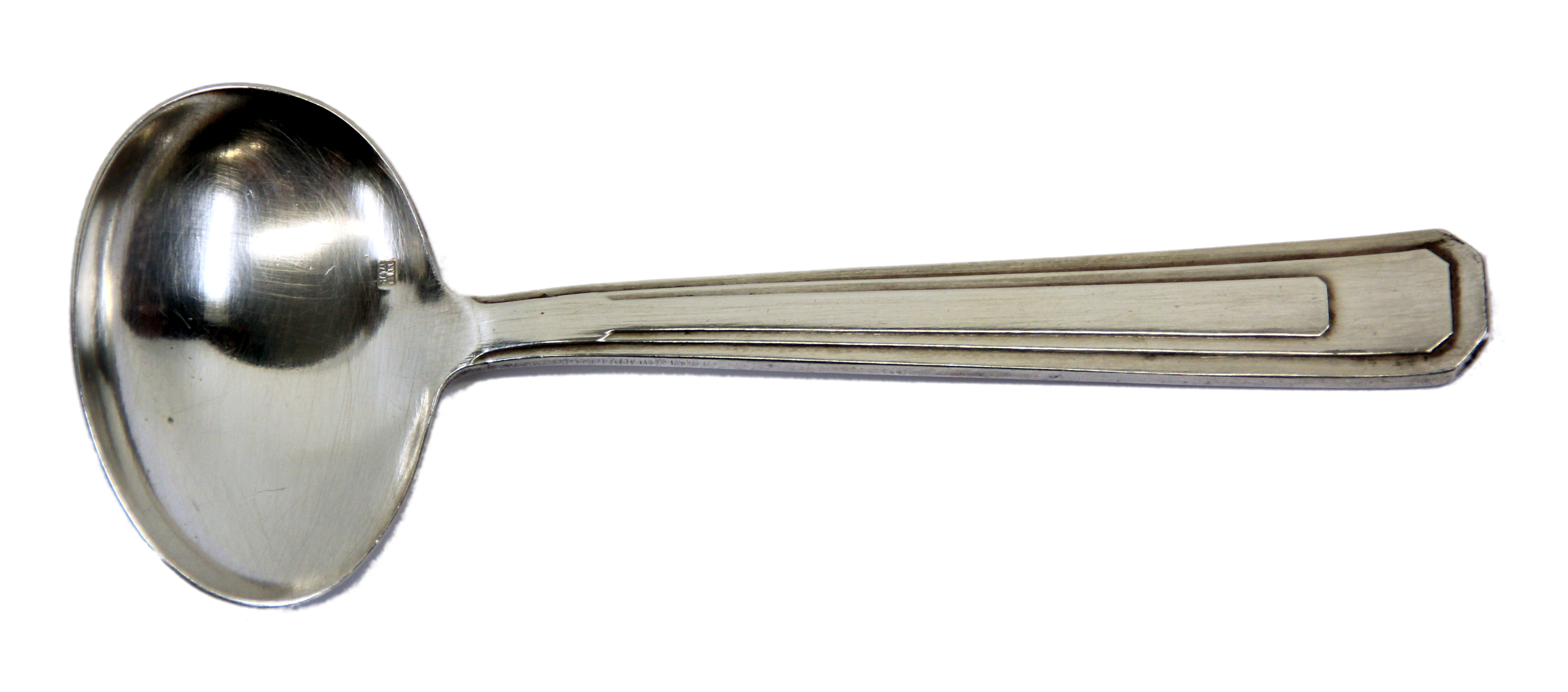
Cuillère pour bébé.
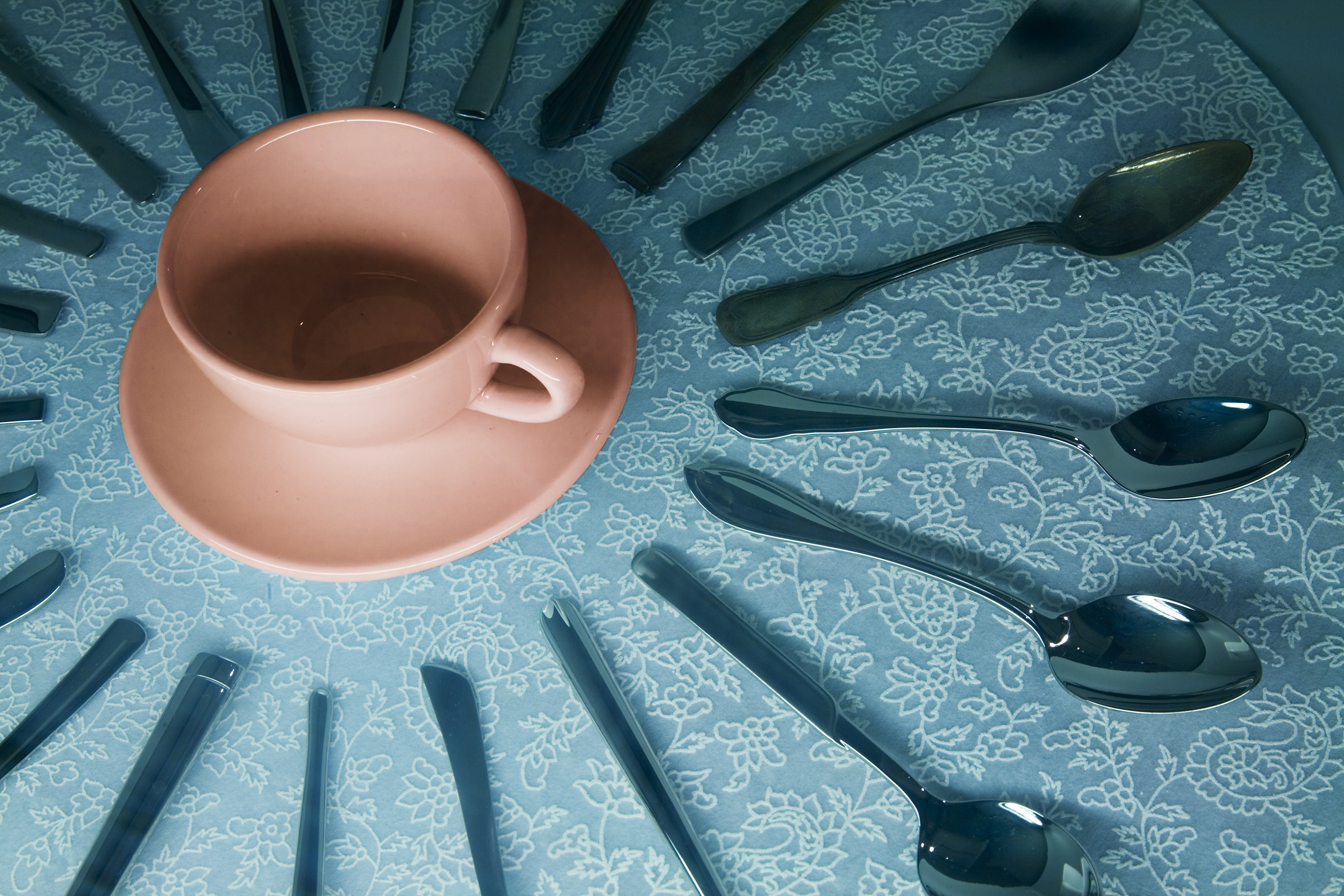
Série de cuillères autour d'une tasse.

## Cuillère par caractéristique

### Matériau
Les cuillères peuvent être fabriquées à partir de matériaux très variés.
- Acier inoxydable
- Aluminium
- Argent[2]
- Biscuit
- Bois[2] (cuillère en bois)
- Bronze
- Coquillage[22]
- Corne
- Céramique
- Étain[2] (cuillère à médicament)
- Fer[2]
- Ivoire
- Matière plastique
- Nacre (pour le caviar)
- Os[23]
- Porcelaine
- Titane (plaqué)

Différentes matières...
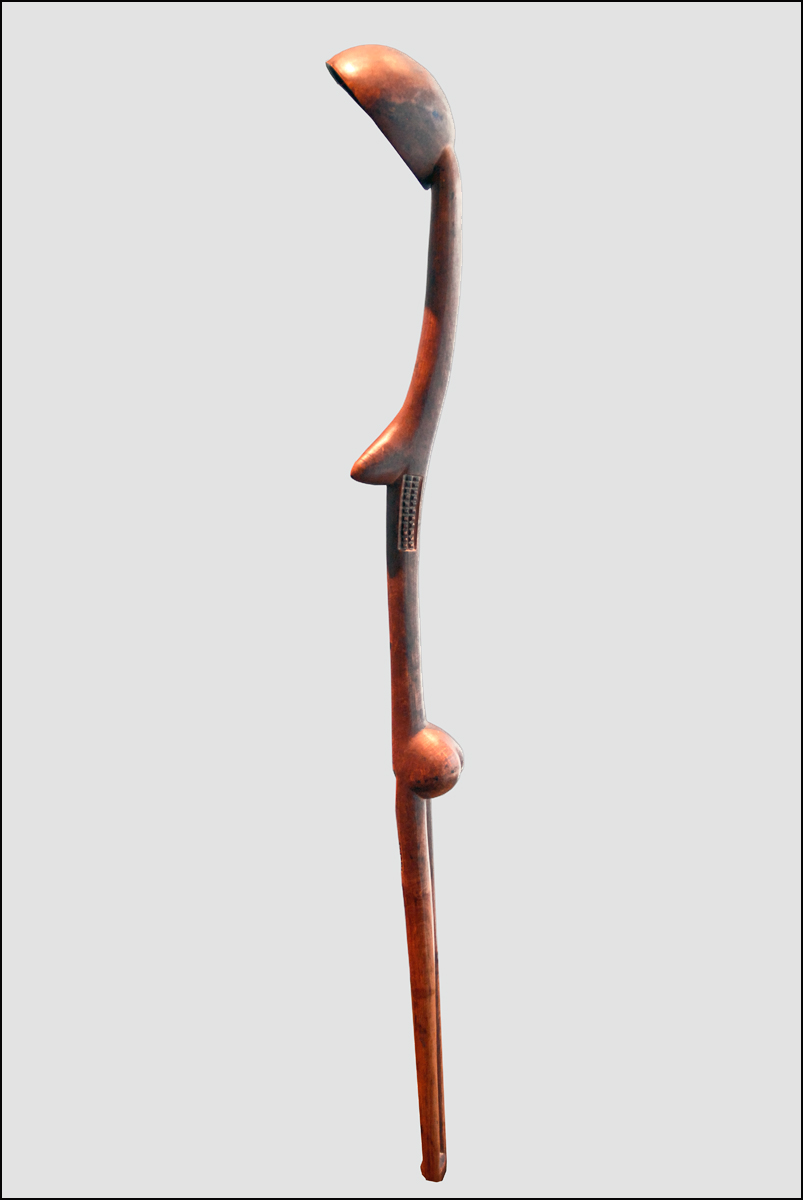
Cuillère zouloue en bois (début XXe siècle).
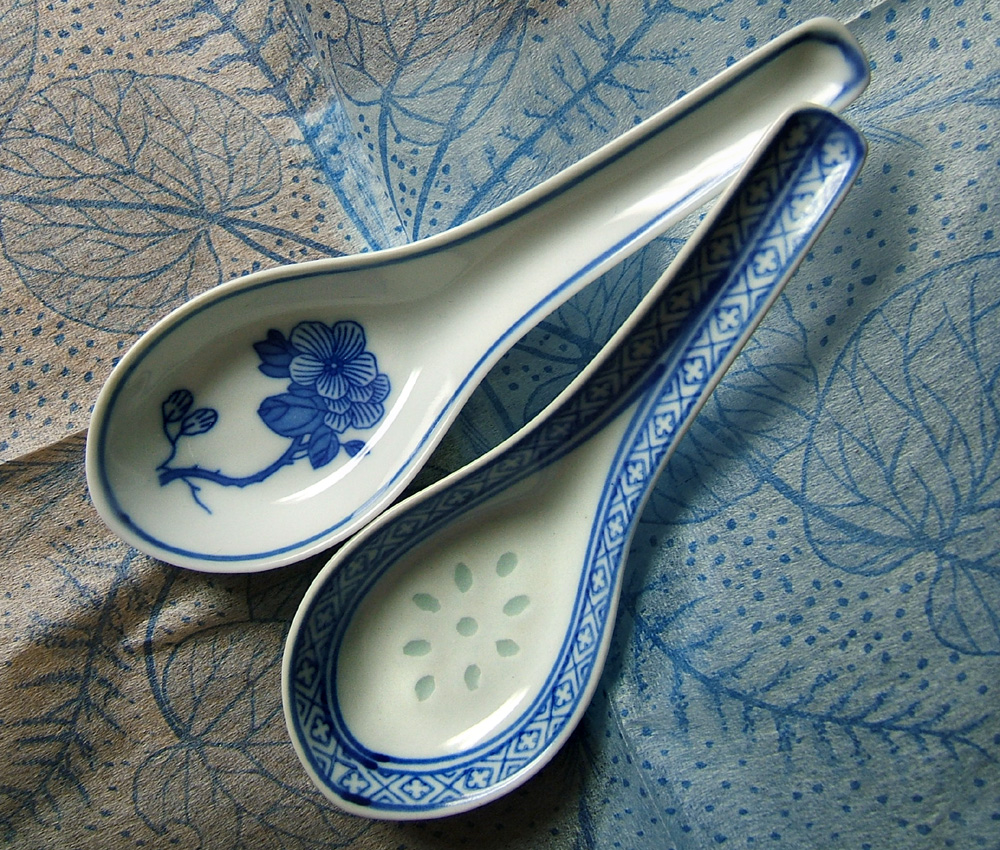
Cuillères chinoises en porcelaine.
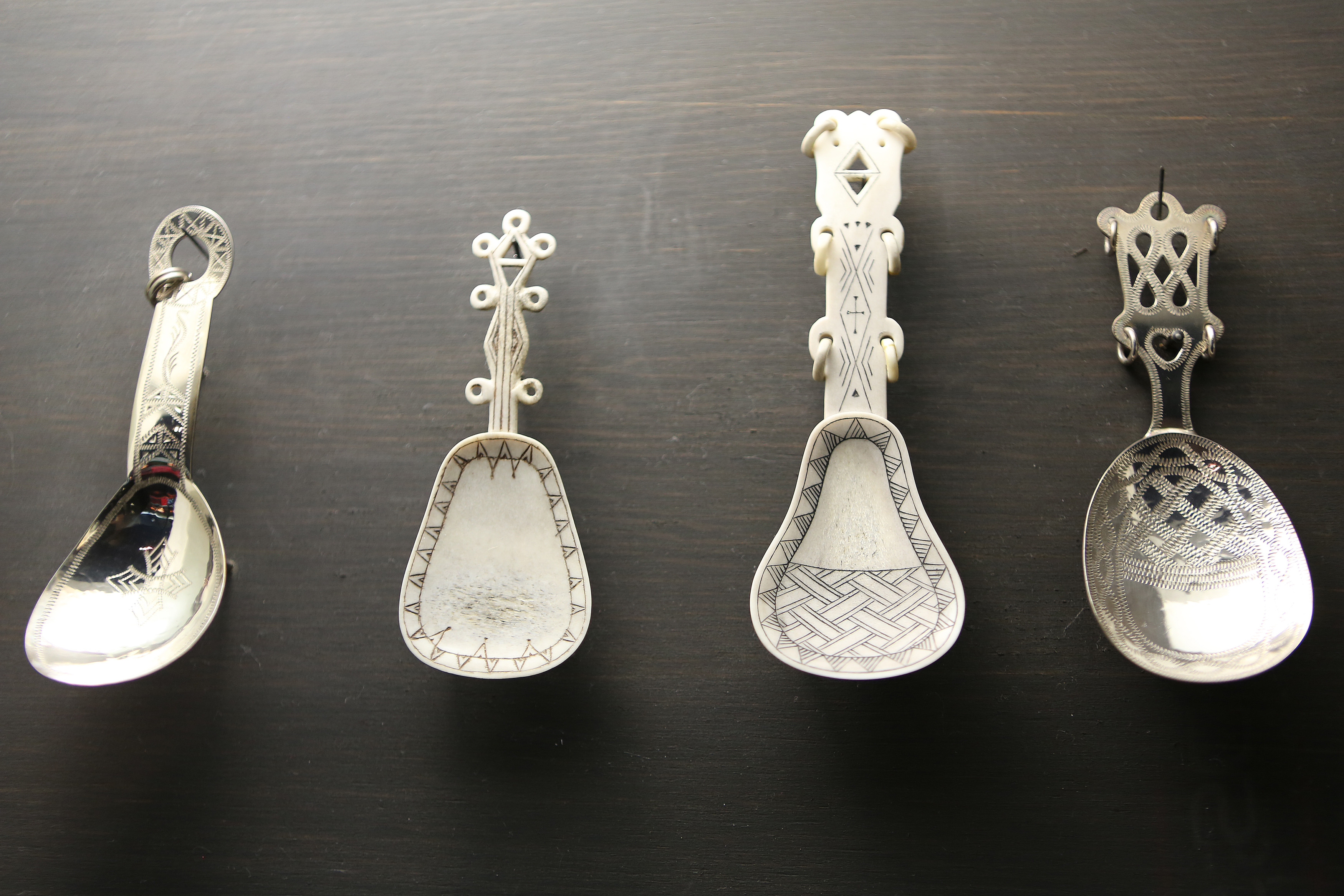
Cuillères sames en argent ou en bois de renne.
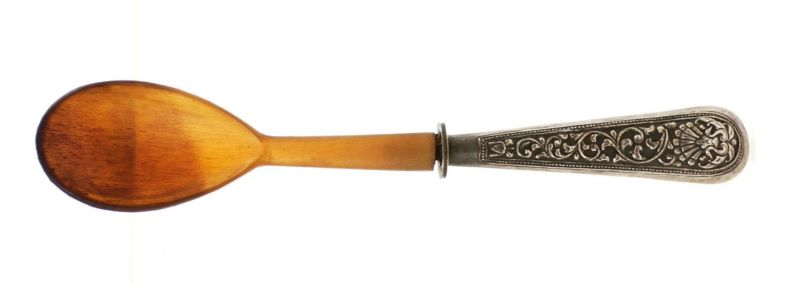
Cuillère en corne et argent.
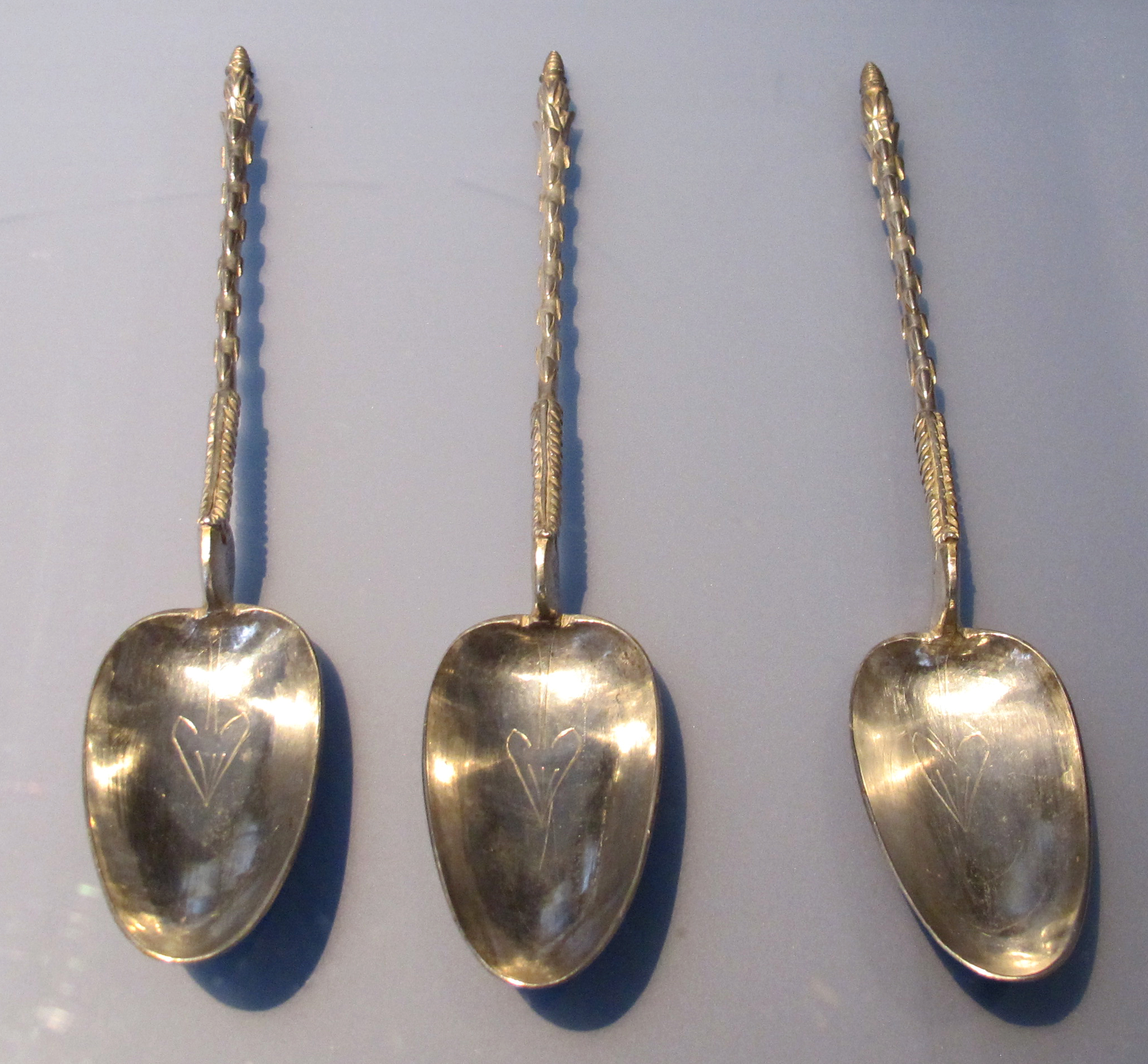
Cuillères en argent d'un service byzantin.
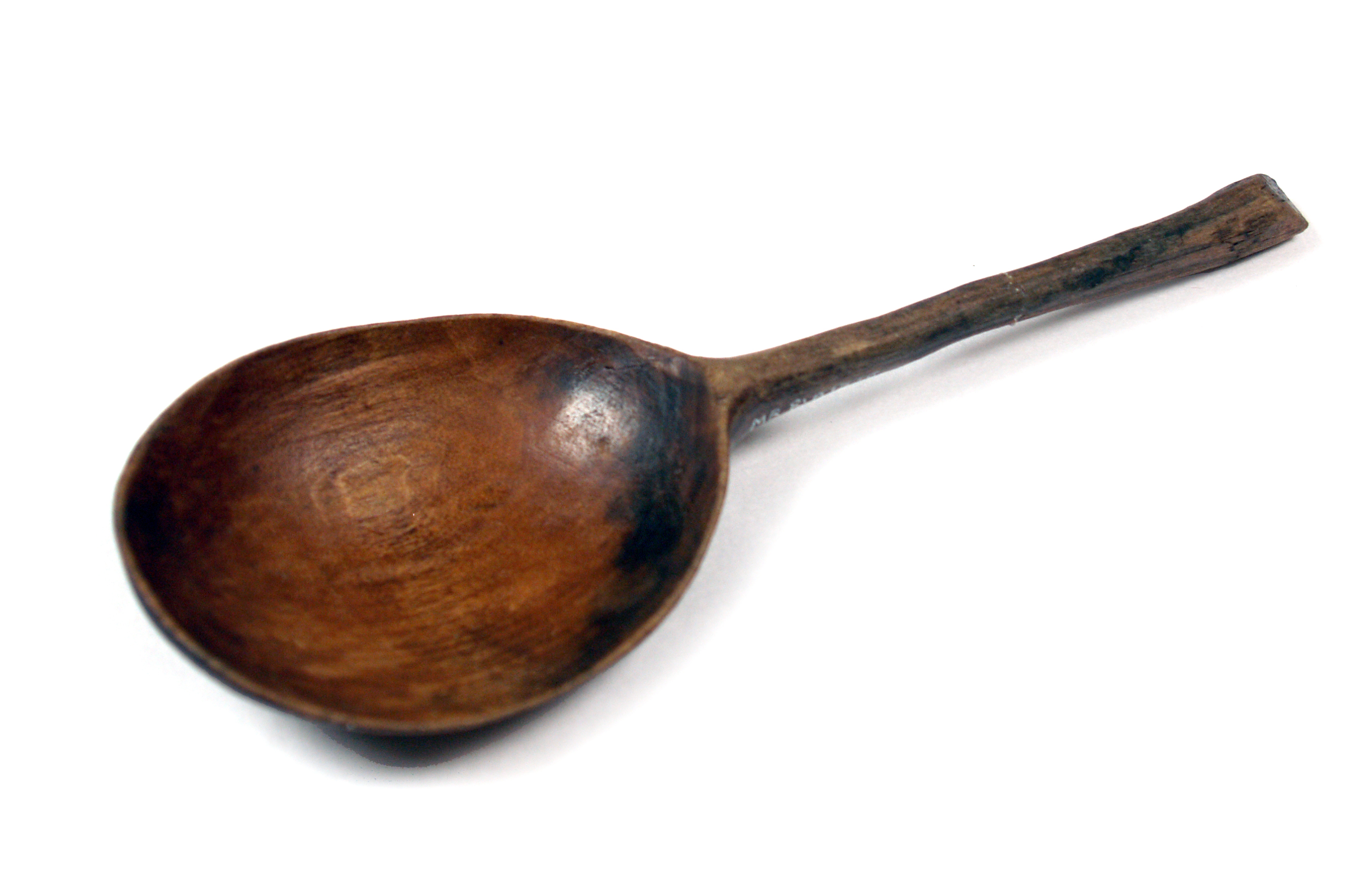
Cuillère en bois retrouvée sur la caraque Mary Rose.
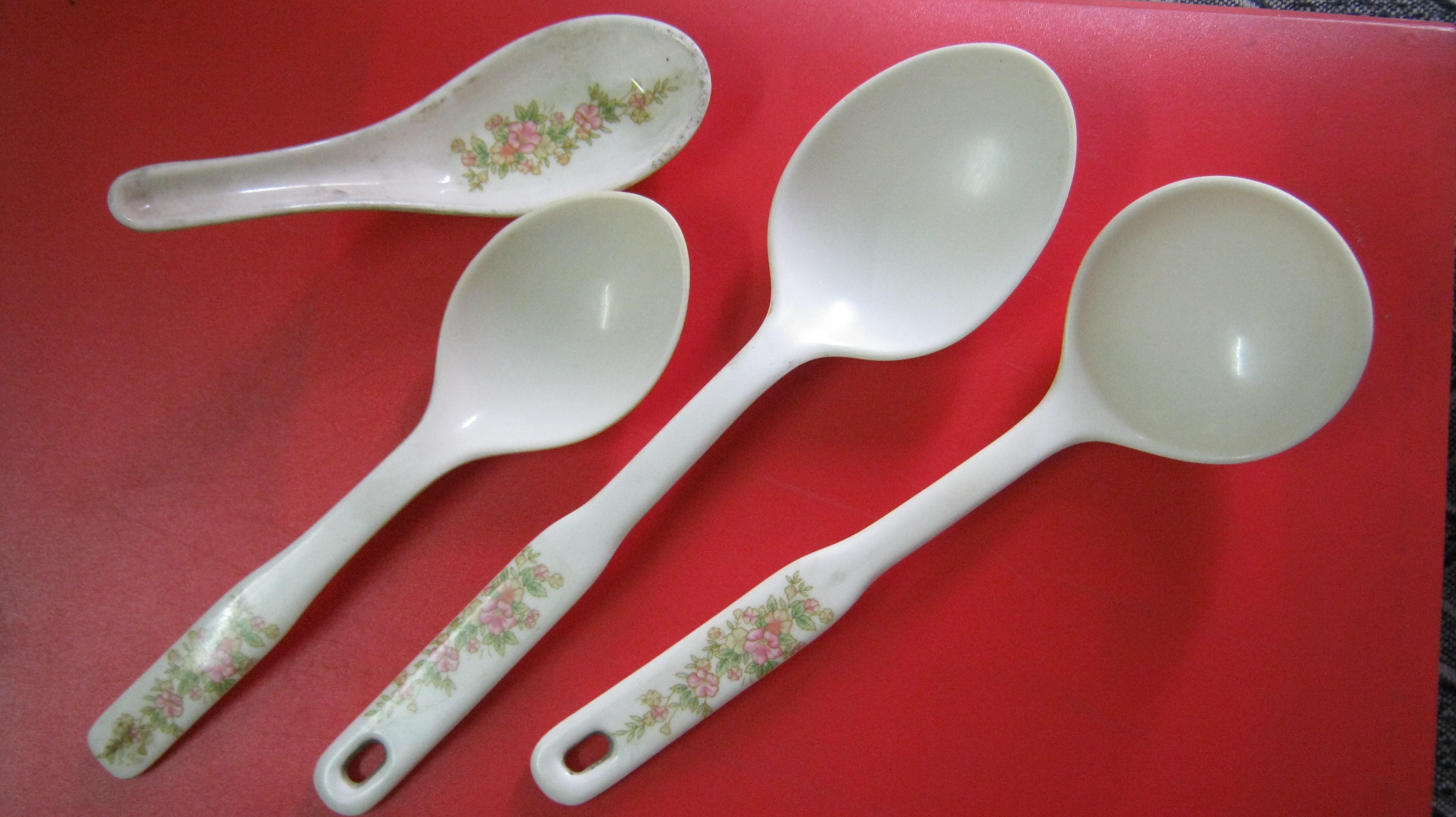
Cuillères en mélamine.
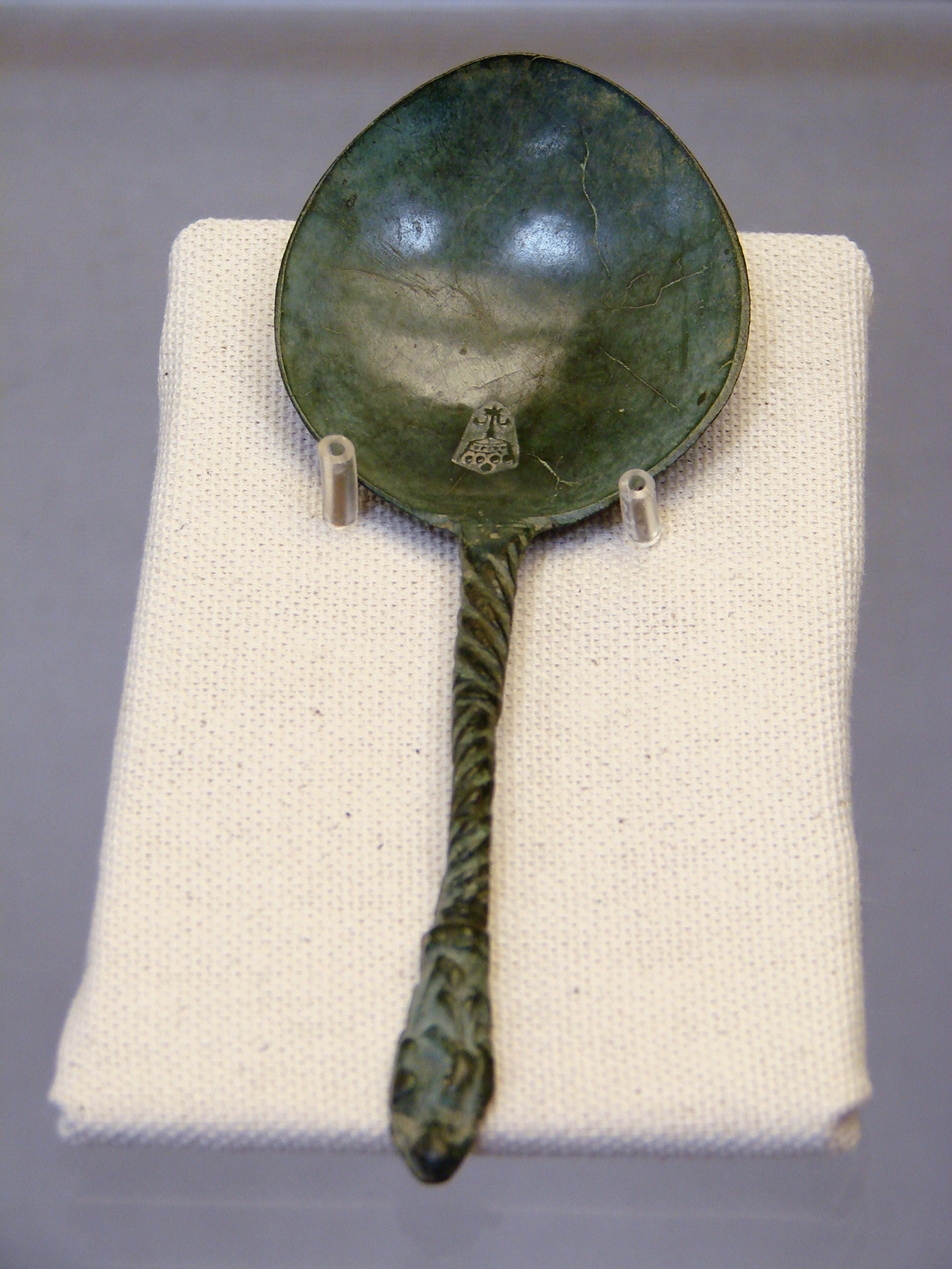
Cuillère en bronze (Moyen Âge).

### Décoration
- Cuillère d'apôtre

Différentes décorations...
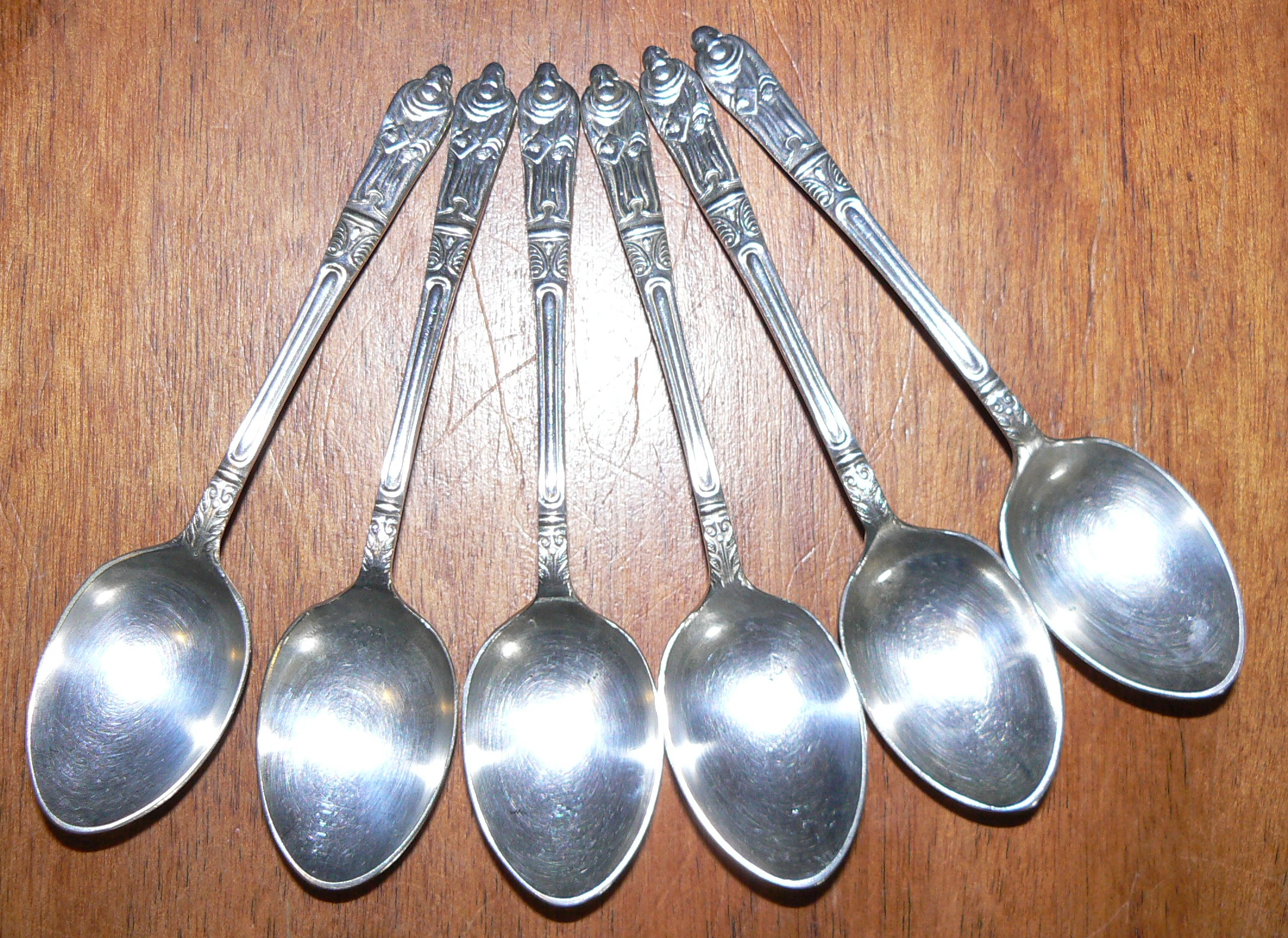
Jeu de cuillères d'apôtre.
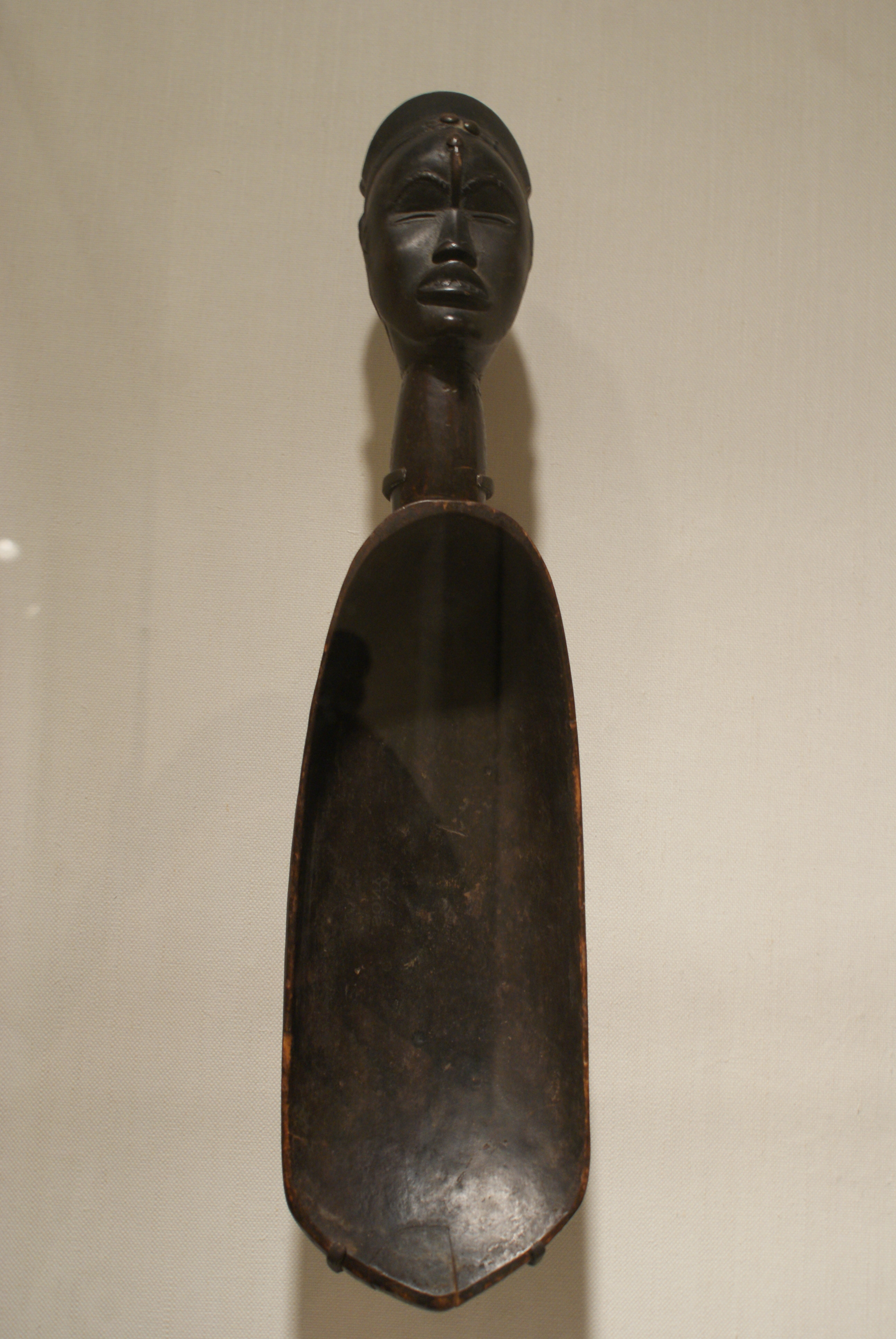
Cuillère wee du début du XXe siècle (Brooklyn Museum).
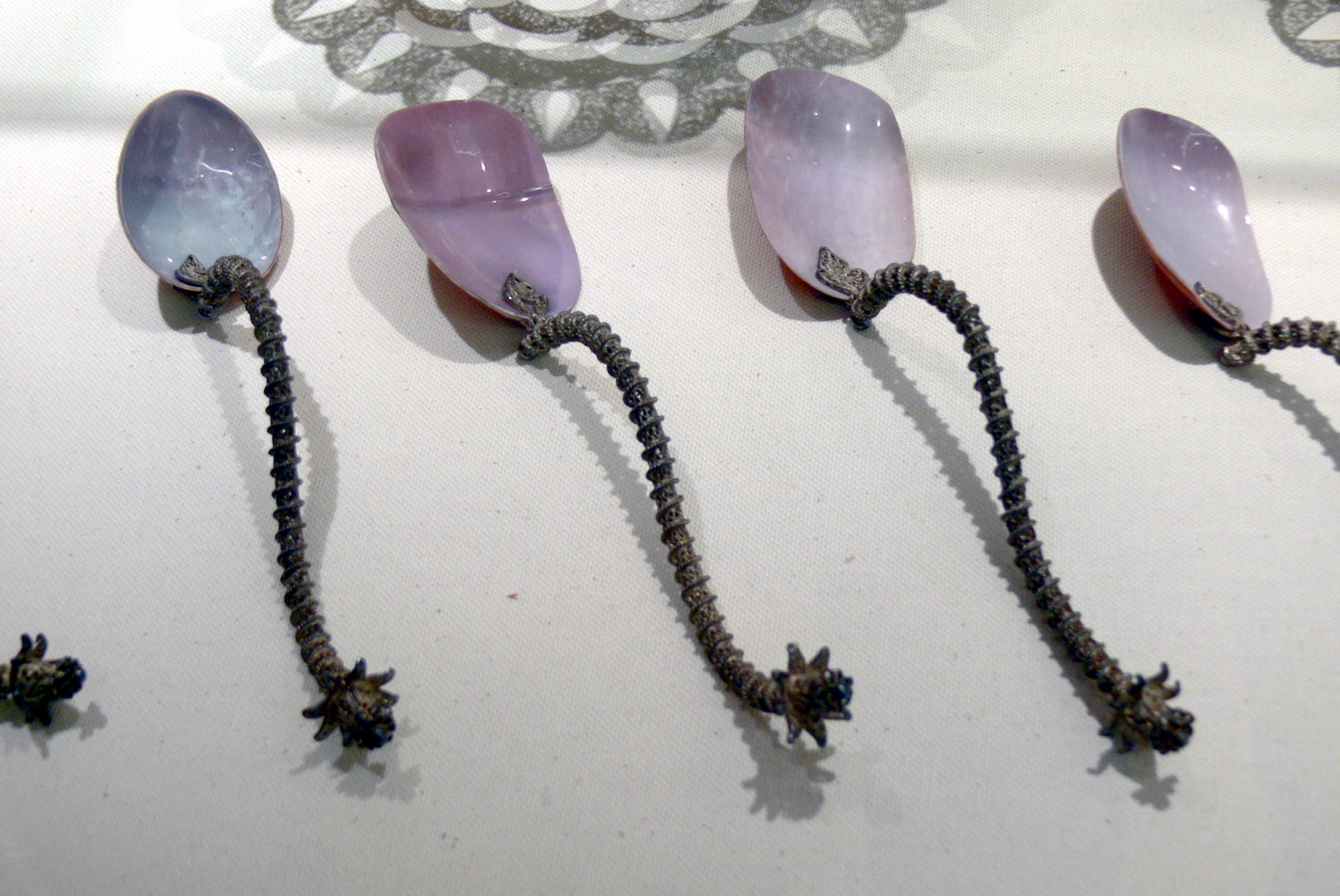
Cuillères du Trésor de l'Ordre Teutonique, à Vienne.
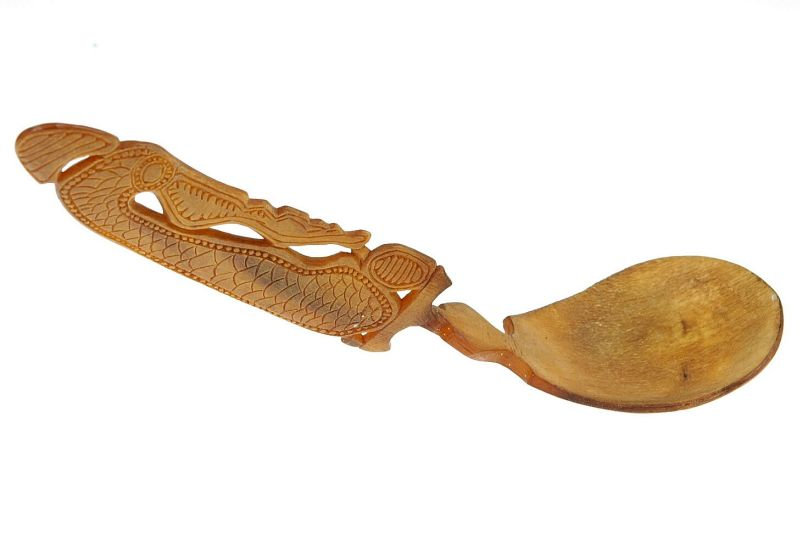
Cuillère indonésienne décorée d'un serpent stylisé.
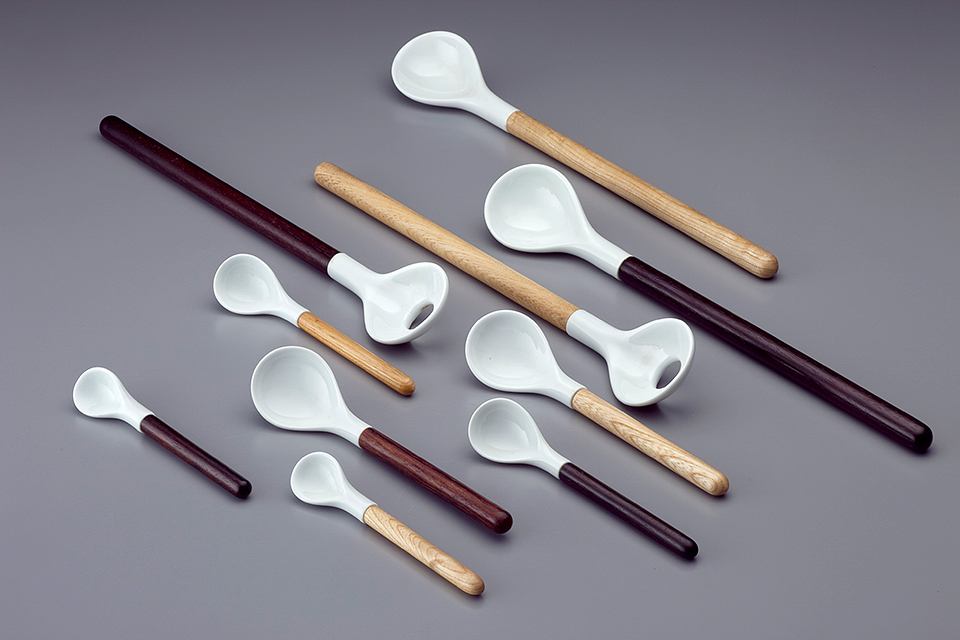
Cuillères imaginées par le designer Masahiro Mori.
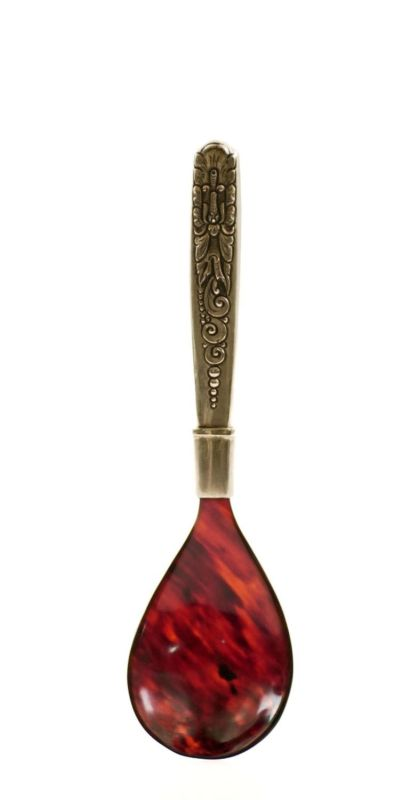
Cuillère décorée de motifs floraux.

### Antiques
- Cignus (cuillère large au manche incurvé comme le cou d'un cygne)
- Cochlearium (petite cuillère à manche effilé)
- Simpulum (cuillère similaire à une louche)

Différentes époques...
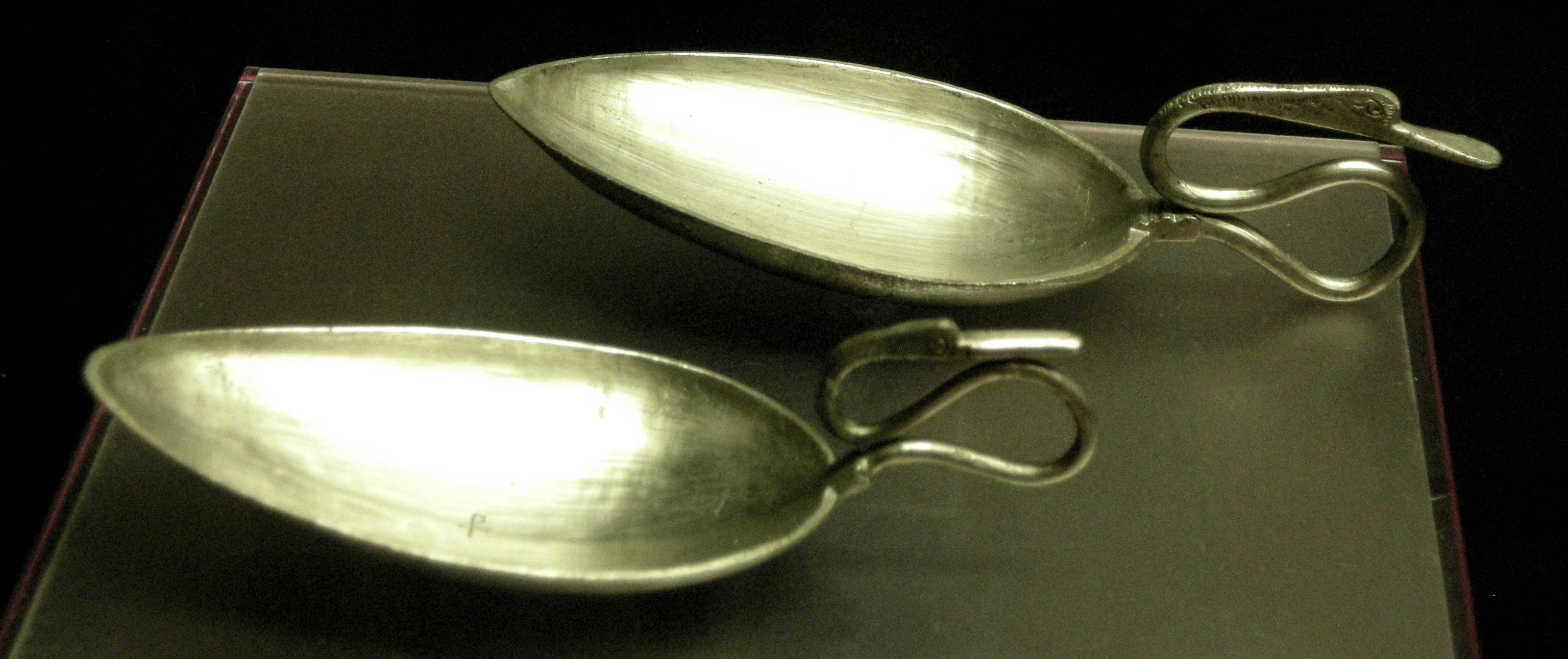
Deux cigni  (musée de Canterbury).
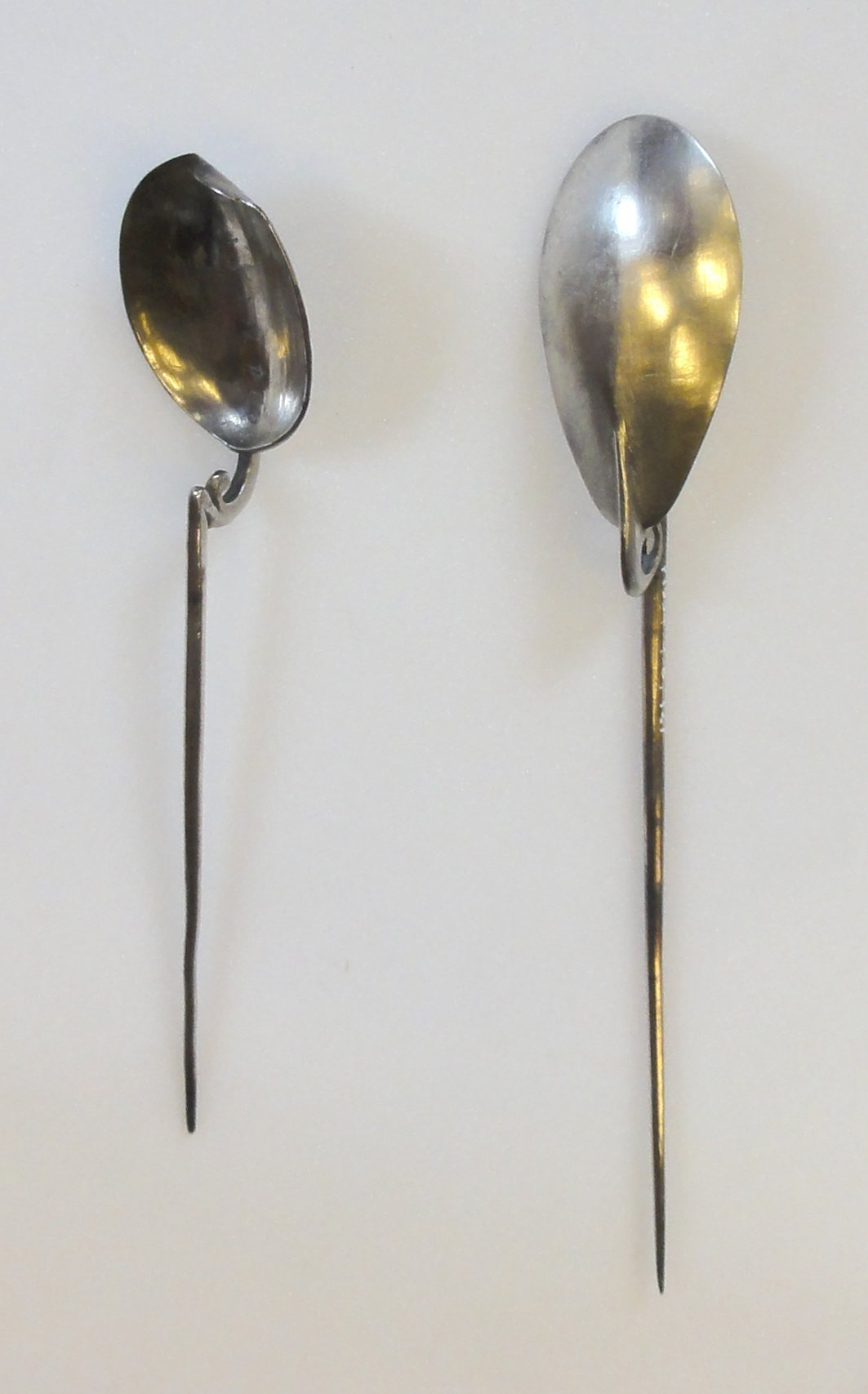
Cochlearia (trésor de Hoxne).
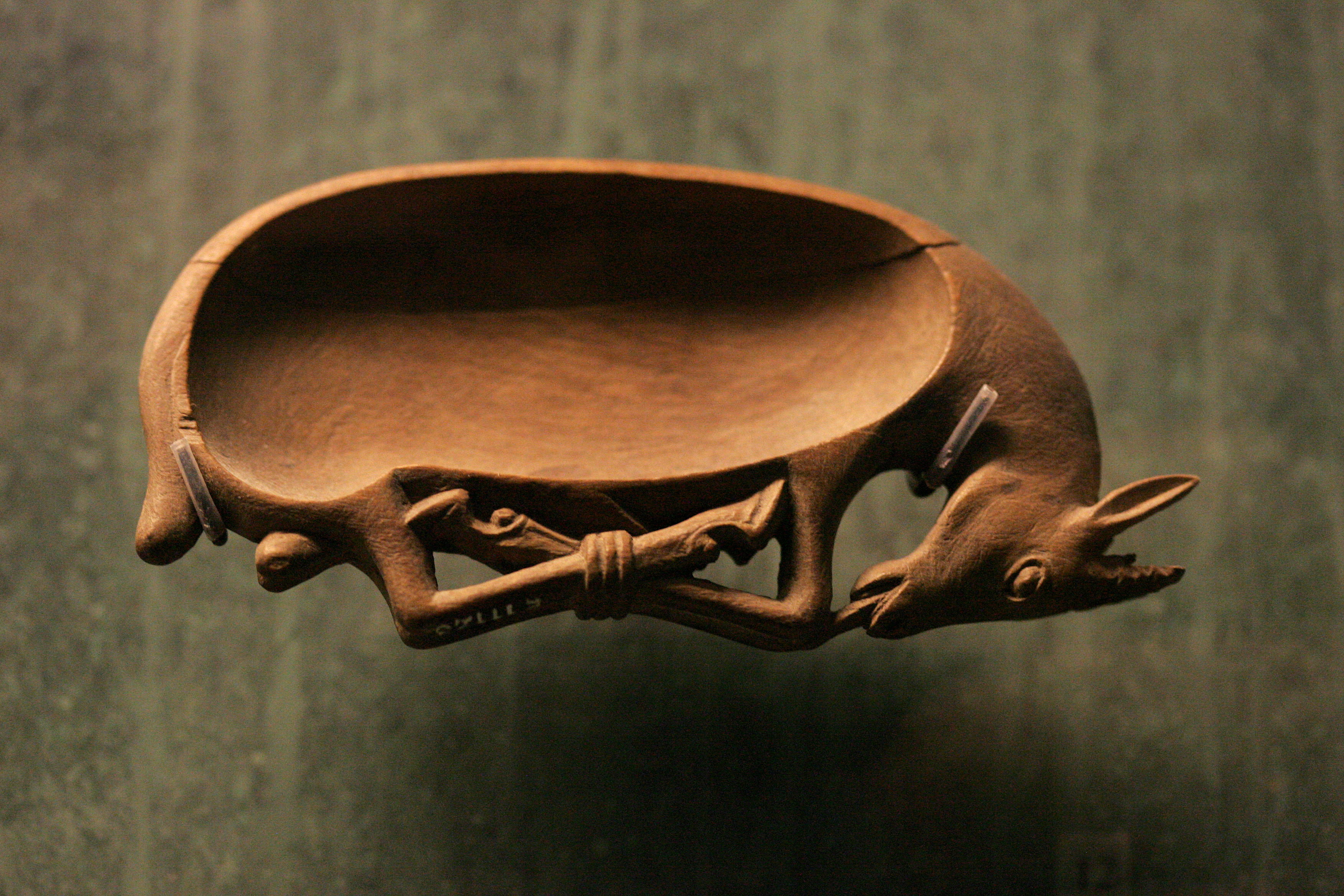
Cuillère à khôl égyptienne en forme de gazelle (musée du Louvre).

## Ustensiles hybrides
- Couteau-cuillère (cf. les mots-valises anglais spife ou knoon).
- Cuillère-fourchette (cf. spork ou foon)
- Couteau-cuillère-fourchette (cf. sporf ou Splayd)
- Lusikkahaarukka (cuillère-fourchette employée dans l'armée finnoise)

Différents hybrides...
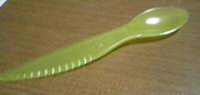
Couteau-cuillère.
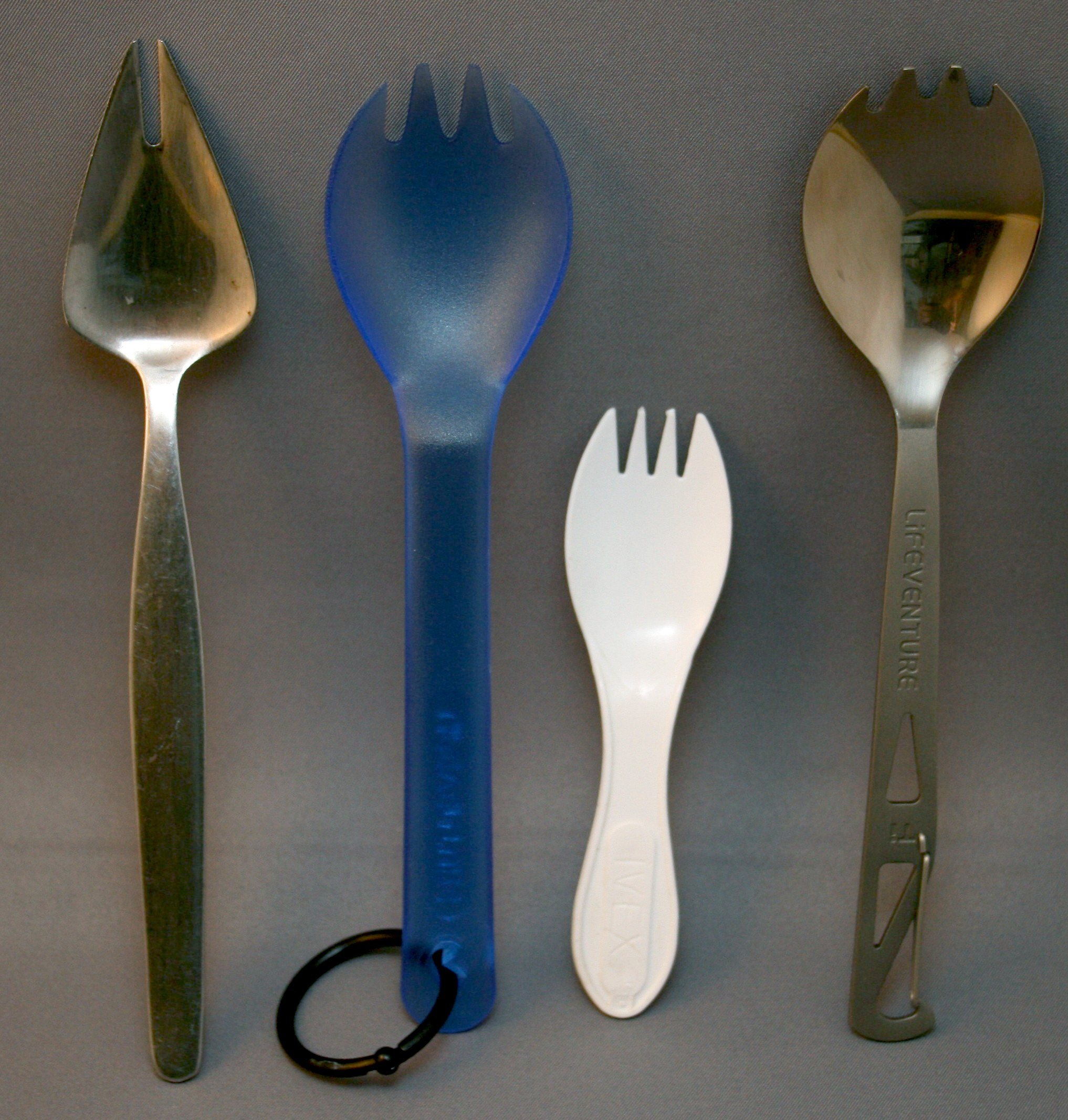
Cuillères-fourchettes.
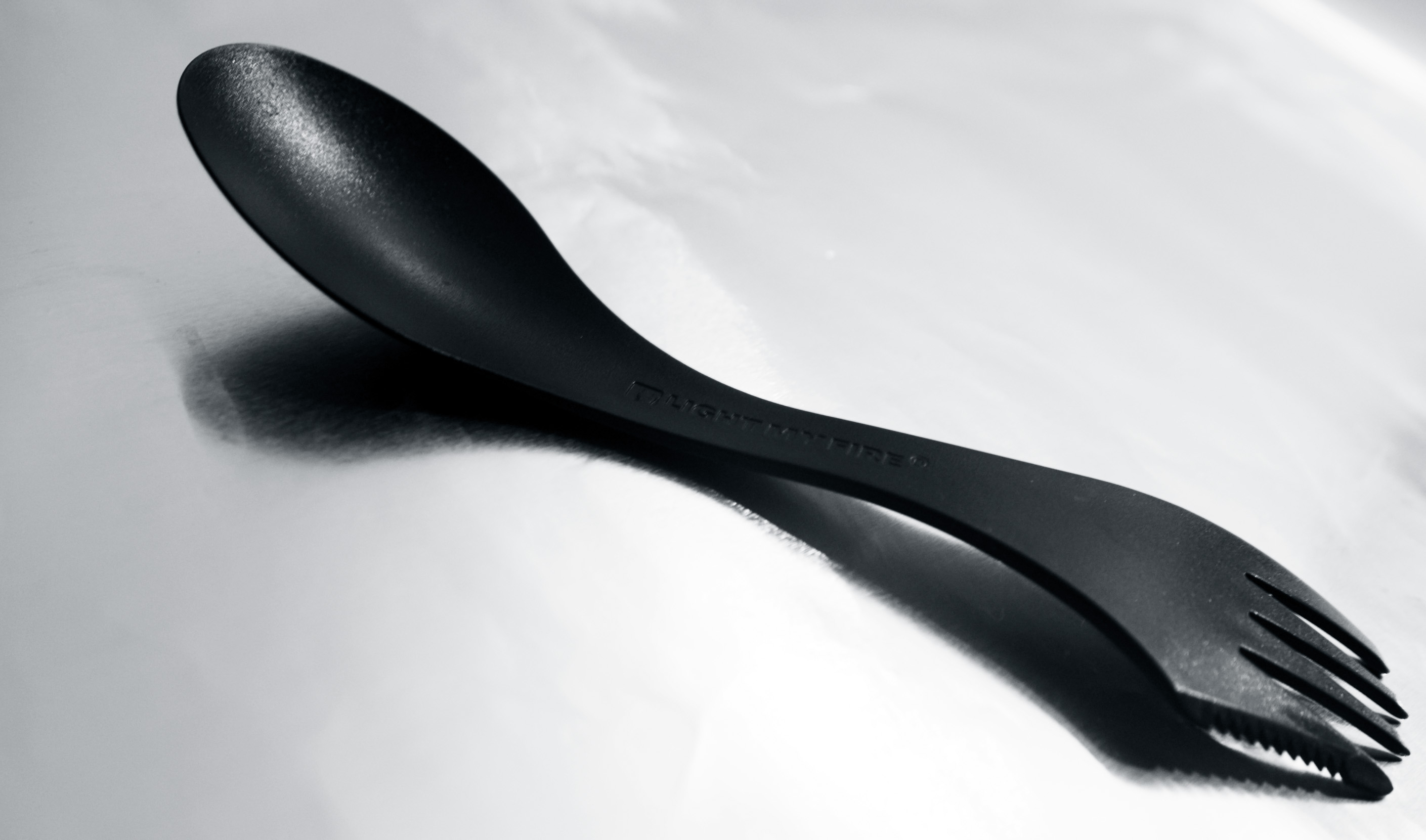
Couteau-cuillère-fourchette.
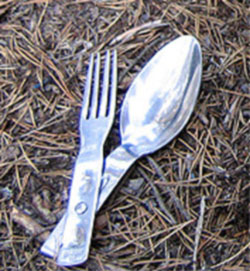
Lusikkahaarukka.